# Antonio Nariño
Vous lisez un « bon article » labellisé en 2013.
Pour les articles homonymes, voir Antonio Nariño (Bogota) et Nariño (homonymie).
Antonio Amador José Nariño y Bernardo Álvarez del Casal, né le 9 avril 1765 à Santafé de Bogota et mort le 13 décembre 1823 à Villa de Leyva, est un homme d'État, militaire et journaliste néo-grenadin. Issu d'une riche famille créole de Bogota, il est l'un des précurseurs de l'émancipation des colonies américaines de l'empire espagnol et devient l'un des héros de l'indépendance de la Colombie.
Après avoir entamé une carrière de fonctionnaire durant laquelle il devient alcalde, Nariño traduit en 1793 la Déclaration des droits de l'homme et du citoyen du français vers l'espagnol, ce qui lui vaut l'exil et la prison. Il devient ensuite président de l'État libre de Cundinamarca le 21 septembre 1811, défendant un système centraliste avec un État unitaire doté d'un pouvoir exécutif fort. Ne croyant pas que le système fédéraliste puisse être appliqué à la Nouvelle-Grenade en raison des vifs sentiments régionalistes existants, il refuse d'adhérer à la constitution d'une Confédération des Provinces-Unies de Nouvelle-Grenade, ce qui aboutit à une guerre civile entre les deux camps. À la suite de ce conflit, il entame une campagne dans le Sud afin de lutter contre une invasion de la Nouvelle-Grenade par les Espagnols. Après plusieurs victoires, il est finalement vaincu à Pasto et est envoyé en Espagne où il reste prisonnier de 1816 à 1820 à Cadix. Libéré grâce au soulèvement initié par Rafael del Riego, Nariño revient en Colombie aux côtés de Simón Bolívar qui le nomme vice-président, lui laissant la tâche de mettre en place le Congrès constituant de Cúcuta pour construire la Grande Colombie. Après avoir renoncé à la vice-présidence, il termine sa carrière politique en tant que sénateur de la république du Cundinamarca.
Outre ses activités politiques et militaires, Nariño entame une carrière journalistique avec El Aviso del Terremoto qui relate les faits et propose des mesures nécessaires pour la reconstruction à la suite d'un tremblement de terre dans la région de Bogota. La paternité de nombreux journaux est attribuée à Nariño qui a notamment publié le journal politique La Bagatela dans lequel il défend l'idée de centralisme. Considéré en 2003 comme « le Colombien de tous les temps », nombreux sont les faits politiques, culturels ou artistiques démontrant de nos jours l'importance d'Antonio Nariño dans la culture colombienne.

## Biographie

### Naissance

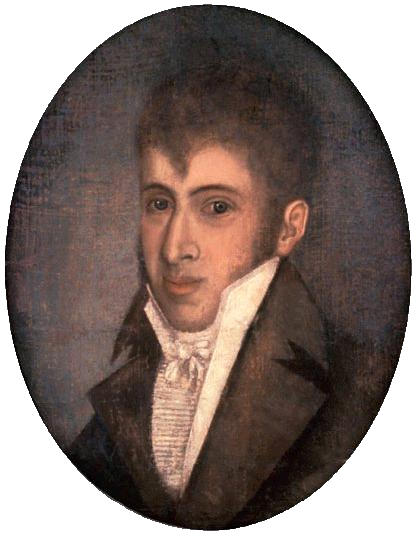
Portrait du jeune Antonio Nariño par Luis García Hevia réalisé vers 1840.

Antonio Nariño naît le 9 avril 1765 à Santa Fe de Bogota. Il est le troisième enfant d'une fratrie de douze enfants, quatre décédant de façon précoce. Sa mère, Catalina Josefa Álvarez del Casal, qui a pour parents Manuel de Bernardo Álvarez, un jurisconsulte de Salamanque qui a été auditeur de l'Audience royale de Santa Fe de Bogotá, et María Josefa del Casal, est originaire de Bogota. Son père, Vicente Nariño y Vásquez, natif de Galice, est un fonctionnaire de la Couronne espagnole qui travaille en tant que comptable officiel du roi des Cajas Matrices del Virreinato et de la cour des comptes de Santa Fe de Bogota après avoir rejoint la vice-royauté de Nouvelle-Grenade au milieu du XVIIIe siècle.
Il a pour frères et sœurs : José, né le 12 mars 1760 ; Juan Nepomuceno, né le 15 juin 1761 ; Joaquín, né le 1er juin 1766 ; Manuel et María Dolores, nés le 19 avril 1768 ; Cayetano, né le 20 août 1770 ; et Benita, née le 24 mars 1774.
Antonio Nariño est baptisé le 14 avril 1765 par le frère augustin Fray Ignacio López. Il a pour parrains un ami proche de son père, Antonio de Ayala y Tamayo, qui est officier du Trésor royal, le jour de son baptême et Pedro Escudero pour celui de sa confirmation en 1772 dans la Cathédrale de l'Immaculée-Conception de Bogotá.
Selon le docteur espagnol José Celestino Mutis qui a assisté à la naissance d'Antonio Nariño, ce dernier est prédisposé à des maladies telles que la tuberculose pulmonaire et l'hydropisie de poitrine ou du péricarde, ayant une malformation de la poitrine. Pour cela, il est soigné avec des composés de salsepareille par Mutis.

### Études

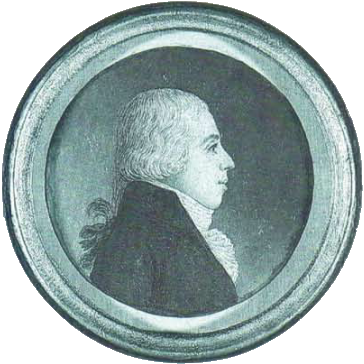
Miniature réalisée en ivoire vers 1780 représentant Antonio Nariño.

Antonio Nariño est envoyé, à l'âge de douze ans, au Seminario Real Mayor de Santafé et au Colegio de San Carlos, aujourd'hui connu sous le nom de Colegio de San Bartolomé à Bogota. Mais, en raison de sa santé fragile, il ne peut y poursuivre les cours de façon régulière ; il continue néanmoins à y étudier la grammaire, la philosophie et la jurisprudence. Il y apprend également le grec et le latin. Par conséquent, il reçoit une éducation essentiellement autodidacte, acquérant de nombreuses connaissances dans la bibliothèque de son père tandis que son oncle, Manuel de Bernardo Álvarez, l'initie à la philosophie des Lumières. De plus, il est initié aux chevaux et pratique de l'équitation afin de renforcer sa santé.
Par ailleurs, à la suite du décès de son grand-père maternel alors qu'il n'a que neuf ans, puis de celui de son père quatre ans plus tard, le 12 juillet 1778, Antonio Nariño hérite de nombreux livres et développe un véritable intérêt pour la lecture, achetant et revendant des livres d'occasion. Il apprend la médecine et la prescription de médicaments ainsi que l'anglais ou encore le français en lisant du Voltaire avec le Nouveau dictionnaire de Sobrino et le Calepino de las siete lenguas (calepin des sept langues) de Giacomo Facciolati.

### Jeunesse
Lorsque Vicente Nariño y Vásquez meurt à Bogota, le 12 juillet 1778, alors qu'Antonio Nariño n'a que treize ans, son épouse doit dorénavant s'occuper seule de cinq garçons et deux filles, tous mineurs. Selon le testament qu'il a signé le 9 juillet 1778, il laisse à Catalina Álvarez de Casal une pension de veuvage de cinq cents pesos par an, la maison, les meubles et les ustensiles qui s'y trouvent ainsi que l'hacienda d'El Salitre.
Le 16 juin 1779, l'Espagne s'engage aux côtés de la France et des insurgés américains dans la guerre d'indépendance des États-Unis. Ce conflit entraîne cependant un déficit considérable ; l'Espagne décide de le couvrir en récupérant, via ses colonies, les ressources nécessaires. Par la même occasion, cela lui permettrait de continuer à financer les coûts engendrés par cette guerre. Pour cela, la Couronne espagnole envoie à Santafé de Bogota, à Quito et à Lima des regente visitadores qui mettent en place des réformes fiscales afin d'augmenter les recettes. La régence de la Nouvelle-Grenade est donnée à Juan Francisco Gutiérrez de Piñeres. Ce dernier décide de ressusciter certaines taxes, introduit de nouveaux impôts et en augmente d'autres, mettant à contribution toutes les couches sociales. Mais, ses mesures affectant également une population touchée par la pauvreté, de multiples insurrections éclosent telles que la révolte des Comuneros.

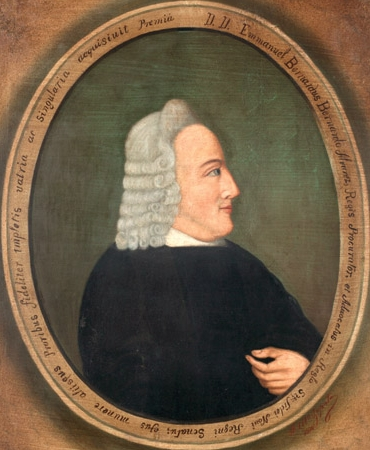
Manuel de Bernardo Álvarez, oncle d'Antonio Nariño.

Ainsi, malgré la fortune laissée par le défunt et l'aide financière de l'oncle du jeune Antonio, le Dr Manuel de Bernardo Álvarez, la famille Nariño doit faire face à la crise due à la guerre opposant l'Espagne à l'Angleterre. Catalina Álvarez de Casal vend la maison familiale située sur la Primera Calle de la Carrera à Bogota au gouverneur d'Antioquia de l'époque, Francisco Silvestre, et emménage avec ses enfants dans le quartier de Santa Bárbara. Antonio continue son éducation et, accompagné du Dr Mutis, commence à fréquenter des cercles d'intellectuels de la capitale où il se lie d'amitié avec l'avocat José Antonio Ricaurte y Rigueiro.
De 1781 à 1782, il rejoint un corps de milice d'infanterie afin de soutenir le gouvernement lors de l'insurrection des comuneros. Lors de ce conflit, il y obtient le grade de sous-lieutenant porte-étendard et se lie d'amitié avec le capitaine Pedro Fermín de Vargas. Il est cependant marqué par la mort violente de José Antonio Galán dont la tête, les mains et les pieds ont été coupés et le reste du corps brûlé après son exécution par pendaison. De retour au domicile familial, il reçoit de sa mère 1 000 pesos qu'elle a obtenus grâce à la vente des différents biens légués par son époux. Elle lui prête également 2 500 pesos. Avec ce capital, Antonio Nariño entreprend des activités commerciales. Passionné de lecture, il ouvre ainsi une librairie à Santafé de Bogotá, vendant des livres neufs et d'occasion. Même si cela reste impossible à vérifier, certains historiens supposent que Nariño possédait plus de 6 000 livres, une si grande bibliothèque étant inhabituelle pour l'époque. Il ne marquait d'ailleurs pas ses livres avec sa signature ou un ex-libris, probablement pour ne pas les endommager ou diminuer leur valeur commerciale. De plus, grâce à ses connaissances sur les plantes et les maladies, il prescrit des ordonnances. En janvier 1784, Nariño part à Honda, un port fluvial situé sur le río Magdalena, afin d'organiser ses activités. Puis, il va à Carthagène des Indes pendant sept mois où il étudie le processus d'importation et d'exportation, l'activité douanière, l'emballage et l'expédition des marchandises ainsi que le recrutement d'agents et de correspondants. Il revient à Santafé de Bogota en septembre 1784 afin de se lancer dans l'exportation de produits agricoles des différentes régions du pays, tels que l'écorce de quinquina, le cacao ou l'indigo. Son entreprise fleurit rapidement, de nombreuses marchandises allant et provenant également d'Europe et des États-Unis. Après trois ans de travail, Nariño obtient un capital qui lui permet d'être indépendant et de devenir propriétaire.

### Vie maritale

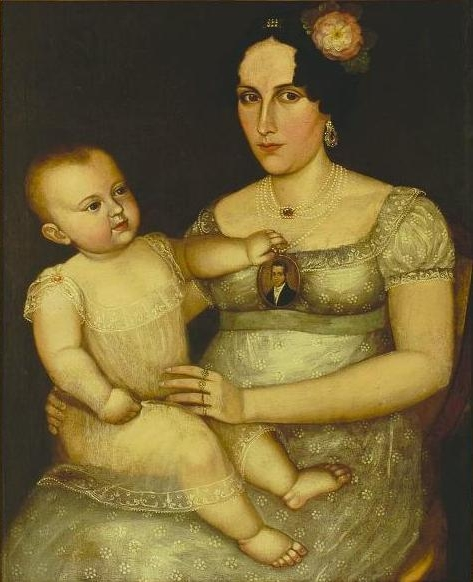
Magdalena Ortega de Mesa, épouse d'Antonio Nariño, et leur fils aîné Gregorio.

Antonio Nariño se marie avec María Magdalena Ortega y Mesa le 27 mars 1785 à l'âge de 20 ans. La cérémonie religieuse est officiée par l'évêque de Comayagua, José de Isabella, alors de passage dans la capitale, dans l'église de Las Nieves. De près de trois ans son aînée, étant née le 22 juillet 1762, elle a pour parents José Ignacio de Ortega y Salazar et Petrona de Mesa. Ce mariage se fait entre deux familles ayant un rang économique élevé et parmi les plus distinguées de la société bogotaine. Lors du mariage, la dot de María Magdalena Ortega y Mesa, composée de bijoux, de peintures et de vêtements, est estimée à 2 113 pesos,.
De l'union des deux jeunes gens, six enfants viennent au monde :
- Gregorio, né le 12 mars 1786[11] ;
- Francisco, né le 12 septembre 1787[B 6] ;
- Antonio, né en septembre 1791[B 7] ;
- Vicente, né le 22 mai 1793[11] ;
- Mercedes, née le 24 septembre 1798[B 8] ;
- Isabel, née le 8 juillet 1801[B 8].

En 1995, Carmen Ortega Ricaurte, alors directrice du musée du 20 juillet, provoque une controverse au sujet de Magdalena Ortega de Nariño qu'elle considère coupable d'adultère. L'hypothèse d'Ortega Ricaurte s'appuie sur un tableau représentant Magdalena avec un médaillon autour du cou et un enfant dans les bras. Ainsi, elle déclare qu'il ne s'agit pas du portrait d'Antonio Nariño mais de celui de Jorge Tadeo Lozano sur le médaillon, ajoutant que l'enfant était celui de Lozano et non celui de Nariño qui était emprisonné à ce moment-là. Cette thèse est cependant réfutée dans la presse nationale par plusieurs chroniqueurs et passionnés de l'histoire qui critiquent les conclusions hâtives et inadéquates de la recherche menée par Ortega Ricaurte.

## Carrière politique et militaire

### Débuts en politique

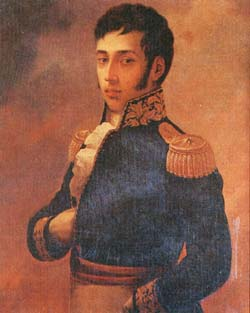
Œuvre représentant Antonio Nariño, attribuée à Ramón Torres Méndez (vers 1860).

En 1788, le cabildo de Santafé de Bogota élit José María Lozano au poste d'alcalde de premier vote (en espagnol : alcalde de primer voto) et Antonio Nariño à celui d'alcalde de deuxième vote (en espagnol : alcalde de segundo voto). Nariño, qui devient l’alcade le plus jeune qu'ait connu la capitale, occupe donc une fonction correspondant à celle de juge en matière civile et pénale. Grâce aux livres de jurisprudence de sa bibliothèque qu'il a étudiés, Nariño obtient les connaissances nécessaires pour rendre justice dans les causes qui lui tiennent à cœur selon les lois espagnoles et les procédures habituelles. Lors d'une visite de prison avec l'oidor Joaquín de Mosquera y Figueroa, ce dernier exige arrogamment de Nariño qu'il lui rende l'hommage qui lui est dû en raison de sa haute fonction ; Nariño refuse, lui déclarant que c'est lui qui est au pouvoir à Santafé.
En 1789, le nouveau vice-roi de Nouvelle-Grenade, Francisco Gil y Lemos, qui apprécie Nariño, le nomme trésorier de la caisse des dîmes (espagnol : Tesorero de Diezmos), une sorte de banque ou de caisse d'épargne à la charge du conseil municipal ecclésiastique. Ce dernier conteste, dans un premier temps, la nomination de Nariño auprès du roi d'Espagne. La réponse, qui n'arrive qu'en juillet 1791, en raison d'une période de transition due à la mise en place d'un nouveau vice-roi, invalide l'affectation de Nariño au poste de trésorier. Il sollicite alors de nouveau le poste qui lui est finalement accordé par le conseil municipal ecclésiastique, compte tenu de ses précédents résultats convaincants ; il entre de nouveau en fonction au poste de trésorier le 28 septembre. Entre-temps, en 1790, Nariño démissionne de sa fonction d’alcade, préférant se concentrer sur ses activités commerciales d'exportation et d'importation en utilisant les fonds du Trésor de Diezmos dont il est responsable afin d'augmenter ses gains. Il sera démis de sa fonction de trésorier le 29 août 1794 lorsque l'oidor Joaquín de Mosquera le fait arrêter, l'accusant de crime de lèse-majesté à la suite de sa traduction de la Déclaration des droits de l'homme et du citoyen.
Le 10 mai 1791, il est nommé par le vice-roi José Manuel de Ezpeleta membre de la Junte supérieure centrale de la police (espagnol : Junta Superior Central de Policía). Le 22 octobre 1791, le cabildo de la capitale le nomme alcalde mayor de Santafé de Bogota. Par ailleurs, Nariño se voit attribuer par Ezpeleta le titre de regidor le 24 décembre 1791. Durant son mandat d’alcade, il promeut la loterie publique afin de financer l'hôpital San Juan de Dios et l'hospice de la ville. Il lance cette initiative le 1er juin 1792 avec un fonds de 1 000 pesos, la loterie permettant par la suite d'obtenir mensuellement 400 pesos. Il cède volontairement son poste d'alcalde mayor le 20 novembre 1793, fonction à laquelle lui succède José Antonio de Ugarte.

### Déclaration des droits de l'homme et du citoyen

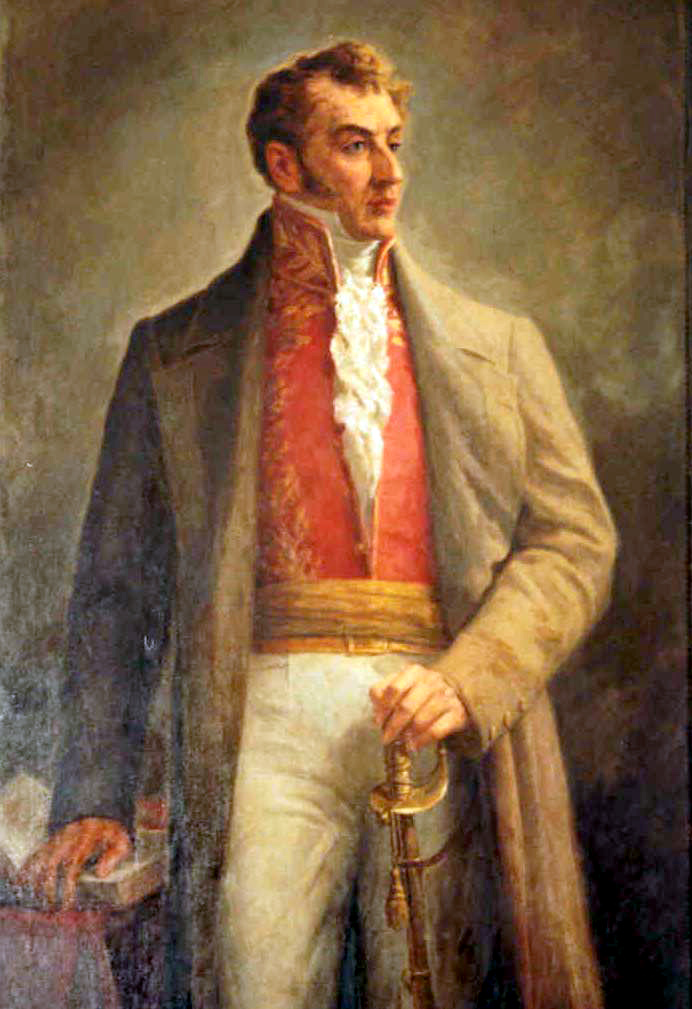
Peinture de Ricardo Acevedo Bernal représentant Antonio Nariño (1917).

Début 1793, Antonio Nariño obtient une version du livre Histoire de la Révolution de 1789 et de l'établissement d'une Constitution en France en français grâce à Cayetano Ramírez Arellano,, officier et neveu du vice-roi José de Ezpeleta. En effet, le capitaine espagnol connaît l'intérêt de Nariño pour les livres en français et lui offre cet ouvrage lors d'une visite de la part d'Ezpeleta. Or, ce document a été interdit de circulation par la Cour espagnole et par le Conseil des Indes depuis décembre 1789 car ils ont conscience des effets qu'il pourrait avoir sur ses colonies. Nariño et Ezpeleta, respectivement alcade de Santafé et vice-roi de Nouvelle-Grenade, risquent ainsi leurs positions élevées car, tous deux membres de la franc-maçonnerie et attachés par le serment maçonnique, ils agissent conformément à leur mission qui est de divulguer la connaissance des droits de l'homme et du citoyen, même si cela constitue aux yeux du droit espagnol une infraction qui pourrait entraîner pour les contrevenants les sanctions les plus graves. Dans le troisième tome de l'ouvrage qui lui a été offert, Nariño découvre ainsi la déclaration des droits de l'homme et du citoyen et ses dix-sept articles promulgués par l'assemblée nationale constituante de France le 4 août 1789. Nariño s'aide du Dictionnaire de Sobrino, du Calepino de las siete lenguas et du Dictionnaire d'Ambrogio Calepino pour traduire ce texte.
À la fin de l'année 1788, Nariño met en place une tertulia littéraire, El Arcano Sublime de la Filantropía, qui a pour objectif de travailler sur l'émancipation de la colonie. Il y partage avec les autres membres des journaux et des livres européens dont les idées des auteurs sont considérées comme dangereuses pour la sauvegarde de la foi et de la sécurité de la couronne espagnole. Lors d'une de ces rencontres réservées à un cercle d'initiés, Nariño lit en 1793 sa traduction en espagnol de la déclaration des droits de l'homme et du citoyen. Le 14 décembre 1793, Nariño donne sa traduction à l'imprimeur Diego Espinosa de los Monteros pour qu'elle soit éditée. Selon les sources, le nombre d'exemplaires tirés varie entre 80 et 100. Le lendemain, il en donne un à Miguel Cabal, un cousin de son ami et confrère de tertulia José María Cabal, qu'il rencontre à la sortie de l'église en lui déclarant : « Tengo un excelente papel ; en dando un peso lo verá Vuesa Merced » (« J'ai un excellent papier ; pour un peso, Votre Seigneurie le verra »). Cet homme le transmet à son entourage, dont fait partie un médecin français, Louis François de Rieux d'Assérac. Le 8 février 1794, ce dernier est accusé de conspiration contre le gouvernement espagnol. En juillet, un certain Joaquín de Umaña déclare qu'il existe une conspiration créole contre les autorités de la vice-royauté ; il accuse ainsi Antonio Nariño d'organiser des réunions secrètes à son domicile avec José María Lozano et José Caicedo y Flóre et, toujours selon lui, Pedro Fermín de Vargas et Louis François de Rieux d'Assérac en sont les principaux conspirateurs. Cependant, le vice-roi Ezpeleta ne prête pas attention à ces accusations.
Dans la nuit du 18 au 19 août, deux affiches sont placardées dans plusieurs rues de Santafé par trois étudiants, Luis Gómez, Pablo Uribe et José María Durán ainsi qu'un soldat espagnol du nom de José Fernández de Arellano, appelant à mettre un terme à la domination espagnole et à se révolter comme lors de l'insurrection des Comuneros. Le 23 août, Arellano avoue son forfait, accusant ses complices d'être les auteurs de ces affiches. Il prétend également qu'Antonio Nariño, José María Lozano, José María Cabal, Francisco Antonio Zea et Joaquín Umaña y Escandón « leur avaient offert de l'argent et des gens pour la rébellion contre le roi ». Les hautes sphères politiques ayant été alertées, s'ensuivent plusieurs arrestations et déportations de personnes concernées par cette affaire.
Dénoncé par un Espagnol du nom de Francisco Carrasco y González, qui avait récupéré un des exemplaires de la traduction de la déclaration des droits de l'homme et du citoyen, Nariño est finalement envoyé en prison le 29 août 1794 sur l'ordre de l'oidor Joaquín Mosquera. Lors de son procès, aucun avocat ne souhaite prendre sa défense. Le Dr José Ignacio de San Miguel est finalement commis d'office avocat de Nariño mais il refuse de plaider en faveur du prisonnier,. Le Dr José Antonio Ricaurte, qui est proche de Nariño, décide alors de soutenir sa cause. En février de l'année suivante, alors qu'il est malade, Nariño reconnaît avoir traduit la déclaration des droits de l'homme et du citoyen ; il justifie cependant son acte en démontrant que ce texte fondamental de la Révolution française n'est en aucun cas nuisible ou subversif. Malgré un long plaidoyer pour sa défense en 125 points adressé à ses juges le 29 juillet 1795,, il est condamné le 28 novembre à purger une peine de dix ans de prison en Afrique et tous ses biens lui sont confisqués,.

### Exil en Europe
À la suite de sa condamnation, Antonio Nariño est transféré à La Havane le 14 janvier 1796 pour qu'il soit ensuite remis à l'Espagne. Le 22 janvier, les autorités espagnoles le font embarquer, avec d'autres prisonniers néo-grenadins, sur le navire San Gabriel commandé par un brigadier de la Marine royale (espagnol : Real Armada), Manuel Pando. Le bateau arrive dans le port de Cadix dans la nuit du 17 mars. Nariño, qui a constaté que son nom n'apparaît pas dans le registre du navire, profite de la confusion de l'arrivée pour s'échapper à bord d'une felouque qui était à proximité du San Gabriel,. Nariño part se cacher chez Esteban de Amador, un commerçant avec qui il avait traité des affaires commerciales. Après lui avoir présenté un ordre de paiement dont il perçoit l'argent, Nariño rejoint Madrid le 25 mars 1796. Entre-temps, son évasion inquiète les autorités espagnoles qui souhaitent le remettre en prison. Pour cela, le juge Manuel González Guiral est désigné pour le rechercher. Dans la capitale, Nariño retrouve des amis appartenant à des loges secrètes avec lesquelles il est entré en contact pour la mise en œuvre de son projet d'émancipation et de liberté. Il obtient ainsi un faux passeport ; il porte dorénavant le nom d'Antonio Palacios y Ortiz, habite à Madrid et est commerçant.
C'est sous cette nouvelle identité qu'il rejoint la France le 13 juin 1796 et qu'il entre en contact à maintes reprises avec Jean-Lambert Tallien, membre du Directoire. Nariño essaie de négocier avec Tallien au sujet d'un soulèvement dans la Nouvelle-Grenade, mais le Français lui déclare que son pays a les mains liées en raison des traités qu'il a signés avec l'Espagne. Tallien lui conseille alors de demander de l'aide auprès du gouvernement anglais ; en effet, le Royaume de Grande-Bretagne a des motifs sérieux de se venger des Espagnols qui avaient précédemment participé à l'émancipation de l'Amérique du Nord. Le néo-grenadin rejoint Londres le 6 août 1796 où il est hébergé par le général vénézuélien Francisco de Miranda. Il espère s'entretenir avec le premier ministre William Pitt mais il n'y parvient pas. Le 4 octobre, il retourne sur Paris avant de rejoindre 22 jours plus tard le port de Bordeaux. Gravement malade, il est obligé de rester dans cette ville où il parvient à entrer en contact avec plusieurs sociétés secrètes indépendantistes qui s'intéressent à son projet d'émancipation de la Nouvelle-Grenade. Le 12 décembre 1796, Nariño quitte la capitale de l'Aquitaine en embarquant sur le bateau La Sicilia de Bastón à destination de Saint-Barthélemy dans les Antilles. Puis, il passe par l'île Saint Thomas avant de rejoindre Curaçao. Après être passé par le Venezuela, il arrive à Santafé de Bogota le 5 avril 1797.

### Retour au pays et nouvelles incarcérations

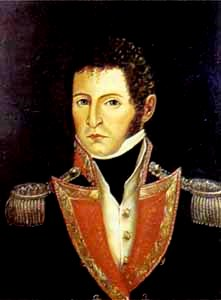
Antonio Villavicencio, à l'origine de la libération d'Antonio Nariño.

Le 19 juillet 1797, Nariño décide de se présenter auprès de l'archevêque de Bogota afin que ce dernier puisse intervenir en sa faveur auprès du nouveau vice-roi Pedro Mendinueta qui a pris ses fonctions le 3 janvier de la même année à Carthagène des Indes. L'archevêque écrit alors à Mendinueta que Nariño s'est repenti de ses erreurs passées et qu'il accepte de se rendre au vice-roi si celui-ci donne sa parole d'honneur qu'il ne sera pas considéré comme un prisonnier politique. Finalement, Nariño décide le jour même de se présenter devant le vice-roi pour se confesser et lui raconter en détail ses péripéties en Europe et ses intentions d'insurrectionner les provinces de Socorro et de Vélez. Il est ensuite enfermé dans le quartier de la cavalerie de la garde du vice-roi, le conseil des Indes décidant qu'il resterait en prison « tout le temps que la guerre durerait contre les Anglais ». Alors qu'il est incarcéré, Mendinueta lui demande d'« exposer avec sincérité sa vision sur la réforme de l'administration ». Nariño rédige donc un essai, Ensayo sobre un nuevo plan de administración en el Nuevo Reino de Granada, dans lequel il expose ses idées sociales et économiques. Mais ni le vice-roi ni le roi Charles IV d'Espagne ne prennent la peine de commenter ses écrits. Alors qu'il est emprisonné dans des conditions plus ou moins dignes, l'état de santé de Nariño décline et les docteurs José Celestino Mutis, Sebastián José López Ruiz et Miguel de Isla diagnostiquent le 3 mai 1803 « une tuberculose pulmonaire rendue au deuxième stade, avec des complications dues à un début d'empyème, d'hydropisie de la poitrine ou du péricarde ». Il est envoyé cinq jours plus tard dans la maison de l'hacienda Montes afin qu'il puisse se rétablir.

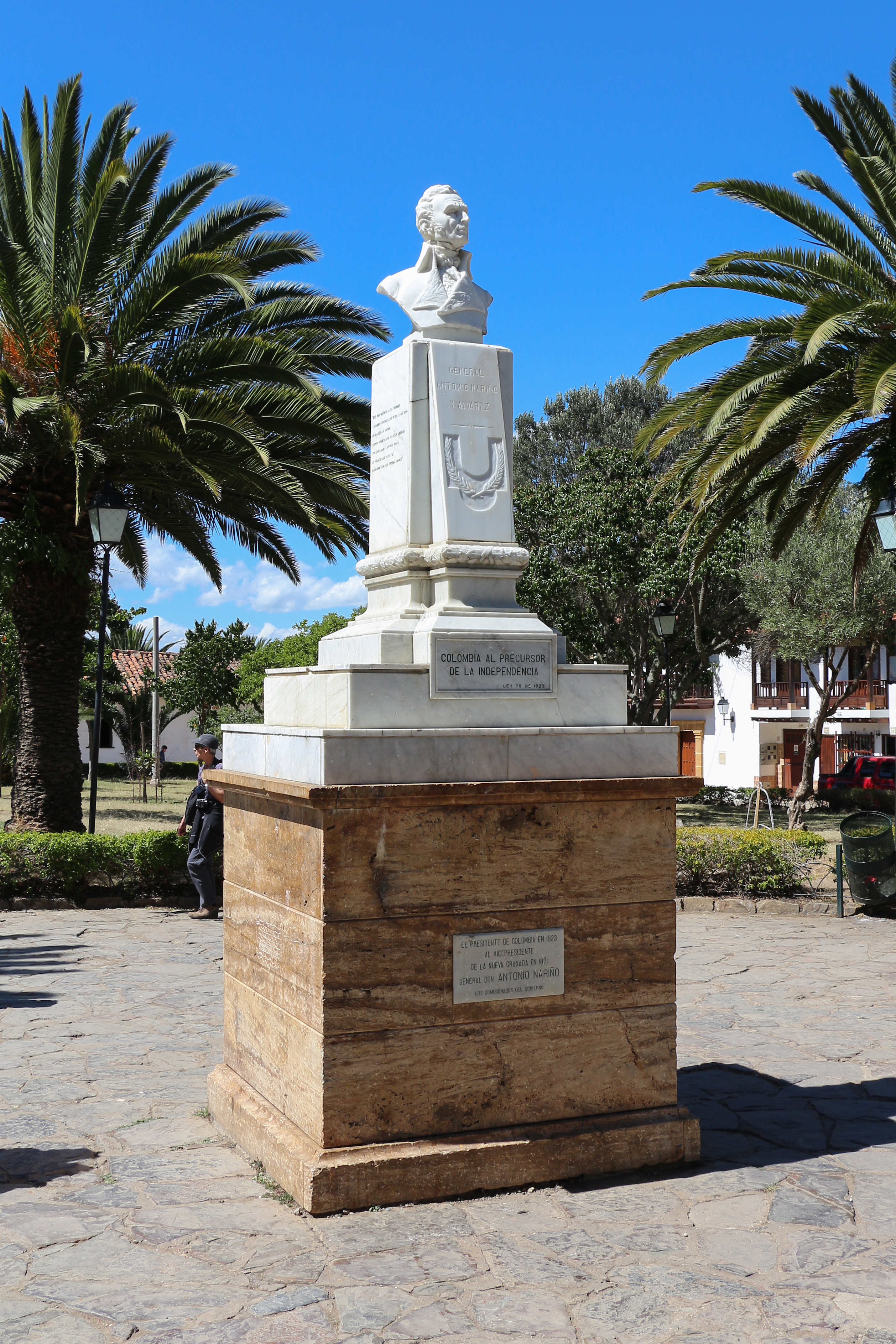
Statue de Antonio Nariño à Villa de Leyva

Le 9 octobre 1809, le clerc Pedro Salgar, avocat de la Real audiencia (français : Audience royale), accuse plusieurs personnes, dont Antonio Nariño, de comploter en vue d'imposer la liberté en Nouvelle-Grenade. Nariño est alors convoqué le 23 novembre devant le vice-roi Antonio José Amar y Borbón. Il est ensuite envoyé en prison à Carthagène des Indes avec son fils Antonio. En raison d'une tempête entraînant la confusion, les deux prisonniers parviennent à échapper à la vigilance de leurs gardes et s'enfuient à Santa Marta,. Aperçus par Francisco Carrasco, qui avait déjà accusé Nariño d'avoir traduit la Déclaration des droits de l'homme et du citoyen en 1794, les fugitifs sont dénoncés auprès du gouverneur Víctor de Salcedo qui les fait arrêter le 20 décembre. Antonio Nariño est emprisonné dans les cachots du fort militaire de Bocachica à Carthagène des Indes tandis que son fils est libéré. Pendant que son père est incarcéré, le jeune Antonio Nariño Ortega, qui entre en altercation avec Carrasco, est sauvé par un certain Enrique Somoyar y Gómez, un ancien client de Nariño du temps où il était commerçant à Santafé, qui tue le délateur. Le 14 mai 1810, le lieutenant-colonel quiténien de la Marine Antonio Villavicencio, venu à Bogota en tant que commissaire royal (espagnol : comisionado regio), demande au gouverneur et commandant général de Carthagène, Francisco de Montes, à s'entretenir avec Antonio Nariño. Après discussions avec le prisonnier, Villavicencio estime que Nariño est une victime du caractère arbitraire et du despotisme du vice-roi Antonio José Amar y Borbón et du juge Juan Hernández de Alba. Nariño est finalement libéré en juin, le gouvernement de la province de Carthagène des Indes ne pouvant pas justifier la raison de son emprisonnement devant le cabildo de la ville. Il va ensuite chez l'Espagnol Enrique Somoyar afin de récupérer des mauvais traitements qu'il a subis en prison. Il retourne à Santa Fe de Bogota le 8 décembre 1810. Quatorze jours plus tard, il est élu secrétaire du Congrès souverain constituant (espagnol : Congreso Soberano Constituyente) présidé par son oncle Manuel de Bernardo Alvarez,. Grâce à ce poste, Nariño obtient un salaire de 1 500 pesos par an.

### Arrivée au pouvoir de l'État libre de Cundinamarca

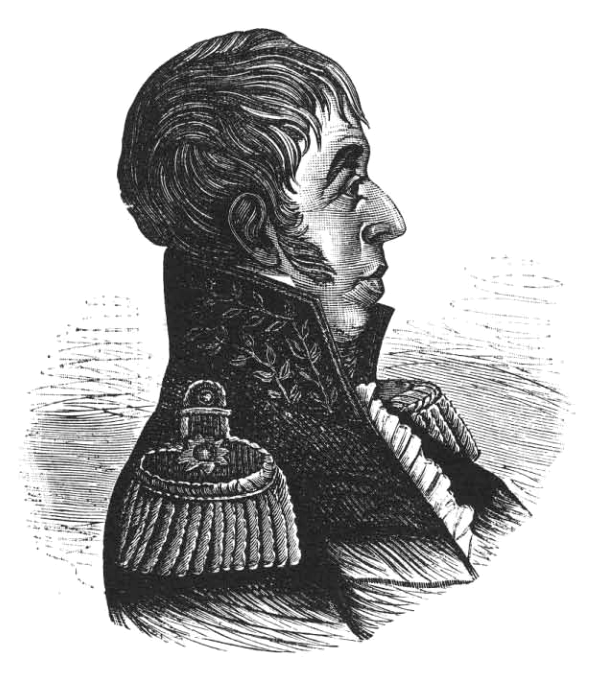
Représentation d'Antonio Nariño, dans le périodique colombien Papel Periódico Ilustrado (1881-1887).

En août 1810, la junte suprême de Bogota est à l'initiative d'un congrès avec les autres juntes de la Nouvelle-Grenade afin de rédiger une constitution commune. Cela s'avère être un échec, seulement sept juntes y étant représentées, les autres refusant d'y assister, soit car elles refusent une rupture avec l'Espagne soit car elles craignent que Bogota ait une place prépondérante au sein de l'éventuelle nouvelle entité politique. Bogota et sa province se constituent alors en un nouvel État en mars 1811, l'État libre de Cundinamarca. Jorge Tadeo Lozano en est élu président et prend ses nouvelles fonctions dès le 1er avril 1811.
Mais Nariño, qui estime que Tadeo Lozano est faible et bête, s'attaque au président à travers son journal politique, La Bagatela, mettant l'opinion publique de son côté. Il propose ainsi de gouverner avec le peuple, de se préparer pour faire face à la reconquête imminente de la Nouvelle-Grenade par l'Espagne et de mettre en place des programmes sociaux, économiques et agricoles profondément ancrés dans la tradition démocratique. Avec les éditions du 15 et 19 septembre 1811 de La Bagatela, Nariño fait prendre conscience aux habitants du pays qu'il est nécessaire de changer de gouvernement, Jorge Tadeo Lozano ne parvenant pas à faire face à la reconquête espagnole. Il écrit ainsi dans le numéro paru le 19 septembre :

« Nous voici menacés de tous côtés. Les Espagnols font des efforts pour reconquérir leurs provinces perdues. Où en sommes-nous pourtant ? Nos gloussements prétendent ameuter l'univers pour un œuf péniblement pondu. Quelles mesures comptez-vous prendre dans le péril auquel la patrie est exposée ? Assez de vains discours, assez d'espoirs chimériques issus de la nonchalance et de la paresse et de ce don d'illusion ridicule qui va nous replonger dans la servitude... Nous avons proclamé la justice et la bonté de notre cause. Le moment est venu de vaincre ou de mourir et de remplacer les arguments par les baïonnettes... Que l'on ne s'y trompe point. Nous sommes des insurgés, des rebelles, des traîtres, et nous serons châtiés comme tels. Les hypocrites n'ont point à se leurrer. Ils tomberont sans miséricorde sous l'épée de nos Conquistadors qui ne s'attarderont point à séparer le bon grain de l'ivraie. La victoire nous peut, seule, épargner un trépas certain et celui-là même qui survivrait ne conservera sa misérable existence que pour pleurer ses parents, ses enfants, sa femme ou son mari. »

Le peuple demande alors que le président en place renonce à ses fonctions le jour même, ce que fait Tadeo Lozano. Le vice-président, José María Domínguez, ne souhaitant pas assumer la présidence, la demande populaire « Nariño Président. Nariño Président » se fait entendre. Jorge Tadeo Lozano ayant démissionné, la Representación Nacional, qui est « l'organe le plus haut prévu par la Constitution de Cundinamarca en cas de situations de gravité externe », élit Antonio Nariño président de l'État libre de Cundinamarca le 19 septembre 1811. Nariño, qui défend un système centraliste avec un État unitaire doté d'un pouvoir exécutif fort, ratifie sa nomination le 21 septembre. Alors qu'il est à la tête du pays, il décide de réformer le système éducatif en voulant remplacer l'approche scolaire par celle scientifique, vient en aide aux plus démunis en les aidant financièrement et en préparant une politique sociale sur du long terme, crée des bons du trésor pour renforcer la fiscalité, stimule la production agricole en vue de l'exportation et améliore l'espace urbain de Bogota. Il rétablit également la peine de mort dans l'État libre de Cundinamarca le 19 octobre 1811, en suspendant certains articles de la Constitution sans aucune formalité.

### Guerre contre les fédéralistes

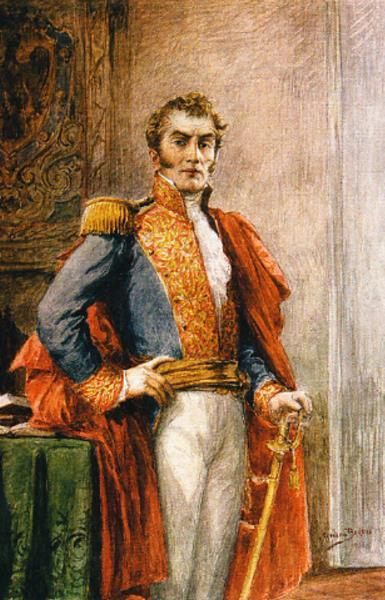
Antonio Nariño, commandant des troupes de Cundinamarca.

La période de 1810 à 1816 qui suit les déclarations d'indépendance, appelée Patria Boba, se caractérise par d'intenses combats entre indépendantistes pour définir le mode de gouvernement du nouvel État. La lutte constante entre fédéralistes et centralistes conduit à une période d'instabilité prolongée. Contrairement aux autres provinces ou idéologues tels que Camilo Torres Tenorio et Miguel de Pombo qui sont en faveur d'un État fédéral, Nariño considère que le système fédéraliste ne peut être appliqué à la Nouvelle-Grenade en raison des vifs sentiments régionalistes existants. Ainsi, s'opposant aux fédéralistes, il refuse d'adhérer à la constitution d'une Confédération des Provinces-Unies de Nouvelle-Grenade proposée par Torres Tenorio le 27 novembre 1811.
Cundinamarca annexe en 1811 la province de Mariquita et une partie de la province de Neiva, ce qui produit des tensions avec les autres provinces de Nouvelle-Grenade, résolues le 18 mai 1812 par un traité de paix reconnaissant les annexions de Cundinamarca et son intégration dans la fédération. Cependant, Nariño organise le 23 juin une expédition militaire contre Tunja afin de soumettre cette province, ce qui aboutit au transfert du gouvernement fédéraliste vers Santa Rosa de Viterbo. Pendant son absence, l'intérim est assuré par Manuel Benito de Castro et Luis Ayala. Lorsque Nariño revient, malade, à Bogota le 5 août 1812, il apprend l'existence d'un complot visant à l'assassiner. Il décide alors de renoncer à la présidence le 20 août et est de nouveau remplacé par Castro.
Le général fédéraliste Antonio Baraya envoie alors une lettre d'intimidation au nouveau président de l'État libre de Cundinamarca, le menaçant de venir avec son armée à Bogotá. Sous la pression du peuple qui apprend la nouvelle, Manuel Benito de Castro convoque le sénat qui décide de renommer Antonio Nariño à la présidence du pays en tant que dictateur, ce qu'il accepte le 12 septembre 1812. Il crée alors un Tribunal de Sécurité Publique et s'occupe de l'organisation militaire en vue d'aller combattre les fédéralistes. Le conflit avec le gouvernement de Cundinamarca durant depuis environ deux ans, le congrès de Santafé prend la décision de se réunir le 4 octobre à Villa de Leyva et en nomme président Camilo Torres Tenorio. Quatre jours plus tard, le congrès ordonne à Nariño d'adapter la législation de l'État au pacte fédéral mais le président de l'État libre de Cundinamarca refuse de le faire. Dans un décret du 25 novembre 1812, l'assemblée expose les motifs qui l'obligent à employer la force contre Nariño et décide de quitter Villa de Leiva pour Tunja afin de pourvoir à sa sécurité. Apprenant la nouvelle le jour-même, Nariño décide d'y envoyer des troupes dirigées par le général José Ramón de Leyva. Les combats débutent le 2 décembre, lors d'une bataille se déroulant à Ventaquemada. Les fédéralistes, composés principalement de troupes de la province de Tunja commandées par Antonio Baraya, remportent la victoire. Nariño ordonne alors le repli de son armée vers Santafé de Bogotá. Le 25 décembre 1812, dans le couvent religieux de San Juan de Dios à Bogotá, lors d'une entrevue entre Nariño et Baraya, ce dernier exige la reddition inconditionnelle des troupes et du gouvernement de l'État libre de Cundinamarca, menaçant d'attaquer la capitale si ses exigences ne sont pas satisfaites. Nariño accepte l'idée d'une capitulation mais en refuse les conditions, déclarant qu'il est prêt à défendre la ville.
Antonio Baraya décide alors, en janvier 1813, de faire avancer ses troupes vers Bogotá et ordonne l'attaque générale le 9 janvier. Le combat se solde par une large victoire de Nariño puisque l'armée de Baraya est mise en déroute dans le quartier de San Victorino, comptant dans ses rangs la perte de 600 hommes, 400 blessés et 1 255 prisonniers dont Francisco de Paula Santander, Rafael Urdaneta et Atanasio Girardot. Nariño accepte la proposition de Manuel del Castillo y Rada, qui combat aux côtés de Baraya, consistant à faire un échange de prisonniers et à mettre un terme aux hostilités. La guerre entre les deux camps prend ainsi fin. Nariño prévoit alors la tenue d'une célébration civique dans le but de parvenir à une « bonne harmonie » entre les différents partis et au respect des idées centralistes et fédéralistes. Pour cela, influencé par son expérience parisienne entre juin et juillet 1796 lors de la Révolution française après avoir échappé aux Espagnols à Cadix, il décide de faire planter un arbre de la liberté sur la place principale de Santafé de Bogotá et dans les principales municipalités du Cundinamarca. Le 13 juin 1813, lors de la séance d'ouverture du collège électoral du Cundinamarca (Colegio Electoral de Cundinamarca), Nariño déclare dans son discours inaugural vouloir renoncer à la présidence et se retirer du gouvernement car il est lassé de se battre dans une guerre ouverte contre sa personne et contre Bogota. Le collège électoral refuse sa démission, souhaitant qu'il reste à la tête de l'État libre de Cundinamarca.

Portraits de quelques-uns des principaux opposants d'Antonio Nariño.
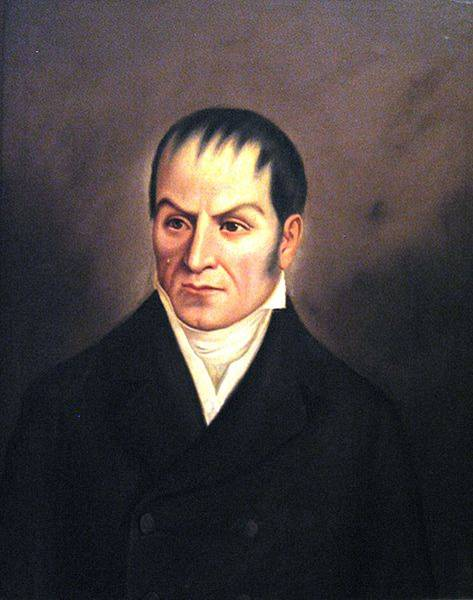
Camilo Torres Tenorio
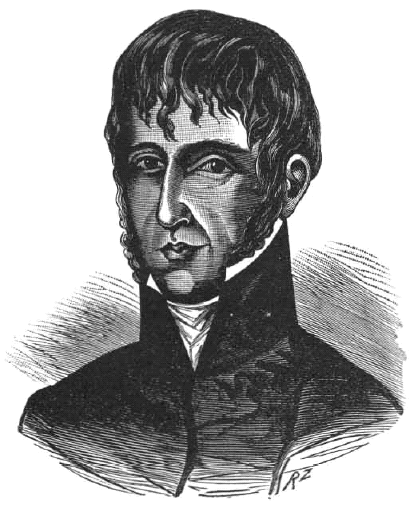
Antonio Baraya
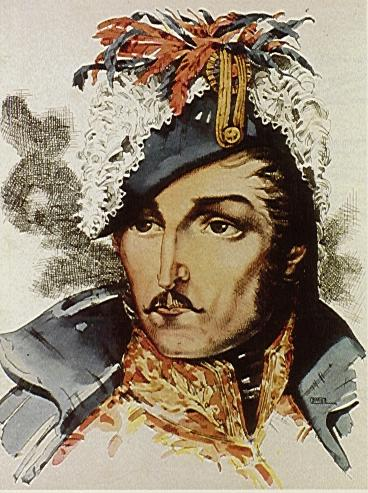
Francisco de Paula Santander

### Campagne de Nariño dans le Sud

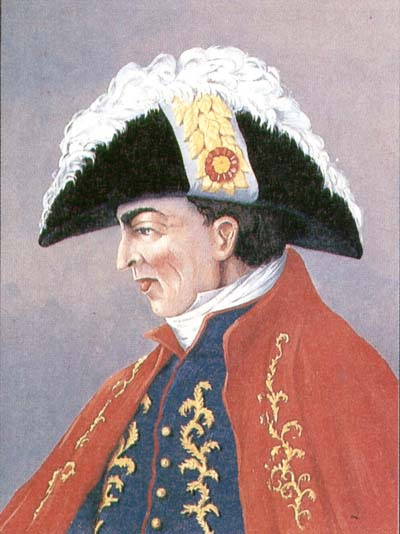
Juan de Sámano.

En 1813, le président de l'Audience royale de Quito, Toribio Montes, ordonne à Juan de Sámano d'aller jusqu'à Quito en tant que chef de l'expédition avec l'objectif d'occuper la province de Popayán et d'avancer jusqu'à Bogota, si possible. Le 1er juillet 1813, Popayán tombe entre les mains des troupes espagnoles dirigées par Sámano. Antonio Nariño décide de commander lui-même une expédition au sud de la Nouvelle-Grenade, afin de récupérer la ville de Popayán prise par les Espagnols qui menacent d'avancer vers le centre du pays. Craignant une invasion des royalistes, Nariño, désormais soutenu par Camilo Torres Tenorio, décide de monter une armée. Malgré les tensions entre le gouvernement du Cundinamarca et le congrès des Provinces-Unies de Nouvelle-Grenade, ce dernier accepte que Nariño soit le chef de l'expédition militaire vers le Sud. Il annonce alors renoncer à son poste de président de l'État libre de Cundinamarca afin de préparer l'expédition et, le 27 août 1813, le collège électoral choisit son oncle, Manuel de Bernardo Álvarez, pour assurer la présidence du pays, ce qu'il commence à faire dès le 29 août.
Nariño organise alors les troupes et forme plusieurs régiments : les bataillons Granaderos de Cundinamarca, Guardias Nacionales, Patriotas, Tunja et Socorro ainsi que la cavalerie et l'artillerie. Le 21 septembre 1813, il quitte à cheval le palais présidentiel, à la tête d'une armée composée de 1 200 fantassins et de près de 200 cavaliers, pour se diriger vers Neiva. Nariño nomme José Ramón de Leyva commandant en second de l'armée et met son fils, Antonio Nariño Ortega, aux commandes de la cavalerie. Après avoir attendu pendant une quinzaine de jours à Neiva que le colonel français Manuel Roergas Serviez organise la cavalerie à Ibagué, l'armée indépendantiste dirigée par Nariño marche ensuite jusqu'à la ville de La Plata qu'elle atteint le 27 octobre. Nariño envoie alors le lieutenant-colonel Ignacio Torres à Popayán en tant que médiateur auprès de Juan de Sámano pour proposer un entretien en vue de lancer un processus de paix ayant pour base la reconnaissance de l'indépendance de la Nouvelle-Grenade, ce que refuse l'Espagnol. Le 22 décembre, Nariño décide donc de traverser le páramo de Guanacas afin de rejoindre Popayán.
Le 30 décembre 1813, alors que les Espagnols veulent empêcher le passage du río Palacé par les troupes indépendantistes, la victoire d'une force de 200 hommes commandée par José María Cabal sur 500 royalistes lors de la bataille du Alto Palacé oblige Sámano à battre en retraite vers El Tambo. Sámano regroupe ses forces dans l'hacienda Calibío où il est rejoint par les troupes commandées par le colonel Ignacio Asín. Le 15 janvier 1814, l'armée de Nariño arrive à l'hacienda et livre une bataille de plus de trois heures où Asín trouve la mort. À l'issue du combat qui tourne en faveur de l'armée dirigée par Nariño, les indépendantistes récupèrent la totalité de l'armement royaliste. Le lendemain de la déroute des Espagnols, Sámano s'étant enfui avec les restes de ses troupes à Pasto, Nariño peut entrer victorieusement dans Popayán, ne comptant dans ses rangs que 50 hommes morts au combat, dont aucun haut-gradé. À la suite de ces défaites, Sámano est relevé de son commandement et remplacé par le maréchal de camp Melchor Aymerich car, selon le gouverneur Toribio Montes, bien que Sámano soit loyal envers la Couronne et ait beaucoup d'expérience militaire, des tactiques plus audacieuses s'imposent pour assurer la victoire des troupes royalistes.
Nariño décide ensuite d'attaquer rapidement la ville de Pasto pendant que l'armée royaliste est encore désorganisée. Cependant, les troupes indépendantistes sont trop épuisées en raison des nombreux jours de marche et des diverses batailles menées. C'est pourquoi Nariño, accompagné de 1 400 hommes, ne reprend sa marche vers Pasto que le 22 mars 1814. Lors de leur périple rendu pénible à cause du terrain difficile et des attaques de guérillas de la province de Popayán, les troupes de Nariño atteignent le río Juanambú le 12 avril. Elles y affrontent les royalistes au cours de combats qui se prolongent deux semaines, jusqu'à l'ouverture définitive de la route de Pasto le 28 avril. La marche de l'armée indépendantiste vers le sud du pays continue et est temporairement stoppée le 9 mai 1814 durant la bataille de Tacines. Le combat semble mal engagé pour les troupes de Nariño qui perdent sept officiers et plus de 100 soldats. Dans une action héroïque menée par Nariño à la tête de l'armée, la cavalerie attaque sur le flanc droit des troupes royalistes, se jetant aveuglément sur ses adversaires qui s'enfuient avec Aymerich mais ne subissent que peu de pertes avec la mort d'un officier et de neuf soldats.
Après la fuite des Espagnols vers Pasto, Nariño y envoie un espion afin de connaître la situation de l'ennemi qui, à son retour, lui indique qu'Aymerich a quitté la ville. Nariño ordonne alors la mobilisation de ses troupes pour y aller. Accompagné de son fils, le colonel Antonio Nariño Ortega, il se dirige vers les ejidos de Pasto afin de rejoindre le gros de son armée qui s'y trouve déjà. Mais ils se font attaquer le 10 mai par un bataillon ennemi. Alors que Nariño avance jusqu'aux premières rues de la ville, son cheval se fait abattre. Pendant qu'il se défend contre ses adversaires à l'aide d'un pistolet, le capitaine Joaquín París Ricaurte vient lui prêter main-forte pour l'aider à s'échapper. Cependant, dans la confusion du combat, la colonne dirigée par le colonel Pedro Monsalve se replie vers Tacines, constatant que le reste de l'armée indépendantiste a été vaincu et croyant qu'Antonio Nariño a été fait prisonnier. Le 11 mai, les troupes de Nariño, qui se sont enfuies à Tacines, décident de se retirer définitivement de la bataille, le découragement et la méfiance ayant pris le dessus. La non-intervention de ces officiers et de ces soldats est considérée, par la suite, comme un acte de grande trahison, les ordres de Nariño n'ayant pas été respectés. Lorsque Nariño, qui a réussi à s'échapper avec treize autres hommes dont Antonio Nariño Ortega et le général José María Cabal, se rend compte que ses troupes l'ont abandonné, il ordonne à son fils et à Cabal de protéger les soldats encore présents, leur déclarant qu'il les attendrait dans la montagne de las Lagartijas. Mais, après s'être caché pendant trois jours et les renforts ne venant pas à son secours, il décide de se rendre au maréchal Aymerich afin de « voir s'il pouvait négocier l'armistice avec le Président de Quito ».

Peintures de José María Espinosa Prieto représentant diverses batailles lors de la campagne de Nariño dans le sud.
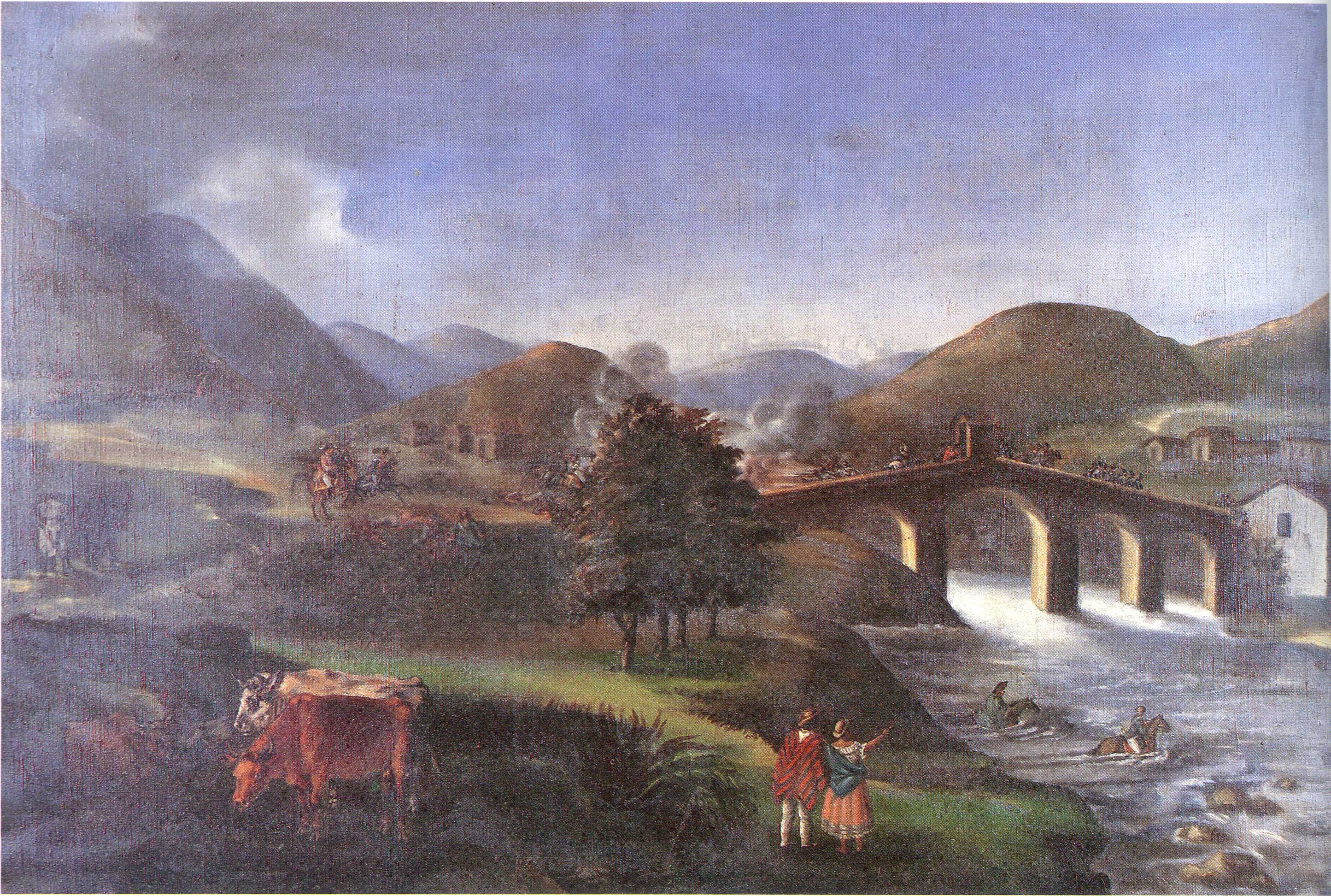
Alto Palacé
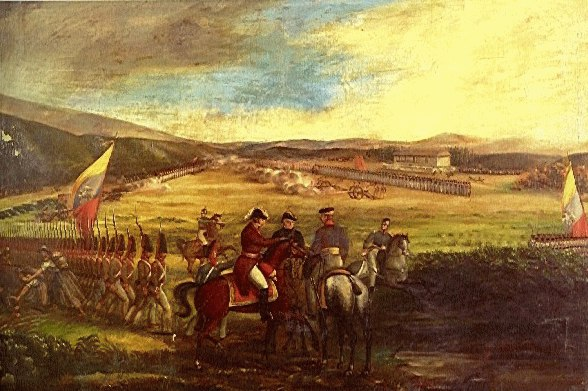
Calibío
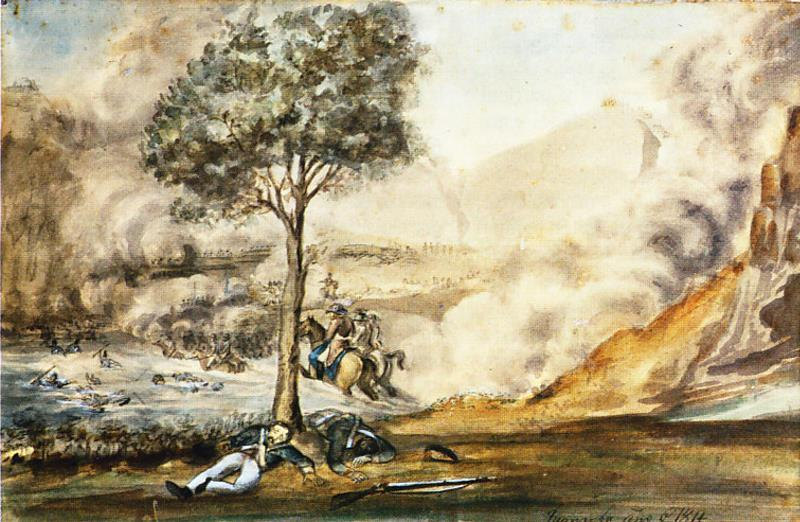
Juanambú
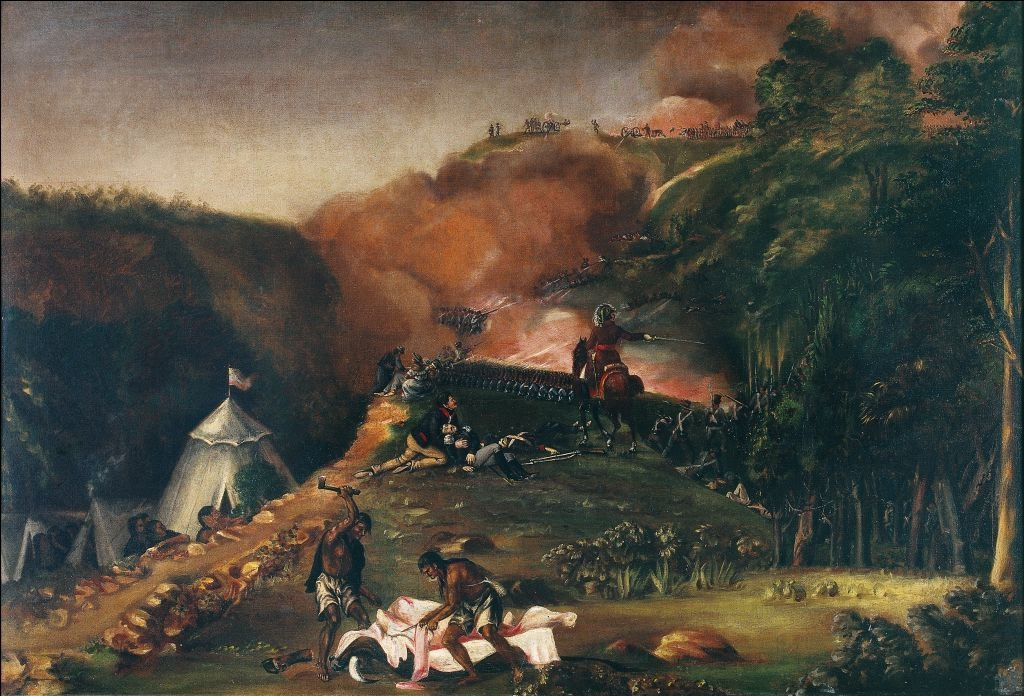
Tacines
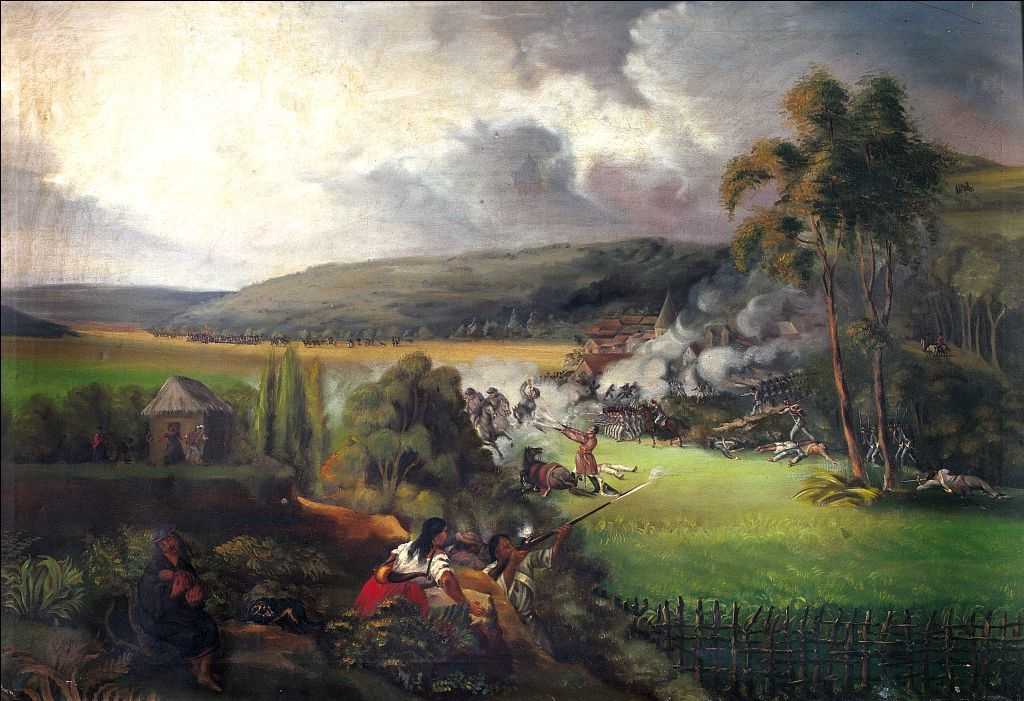
Ejidos de Pasto

### Nouvel exil en Europe
Le 14 mai 1814, Melchor Aymerich annonce à Toribio Montes, président de Quito, que Nariño s'est rendu. Montes ordonne le 23 mai la peine de mort contre le prisonnier incarcéré dans la prison de Pasto. Fin juin, Montes décide finalement de faire transférer Nariño à Quito avec une escorte de 30 soldats liméniens et 40 espagnols pour qu'il ne puisse s'échapper. À partir du port du Guayas, Nariño est embarqué dans un bateau à destination du Pérou. À son arrivée, il est emprisonné dans la forteresse du roi Philippe à Callao. Le 4 novembre 1815, le vice-roi péruvien, le marquis de la Concordia, décide d'envoyer le « traître » à Cadix. La frégate Purísima Concepción o la Preciosa, qui passe par le Cap Horn avec, à son bord, Antonio Nariño enchaîné pendant quatre mois dans la cale, arrive à destination le 3 mars 1816.

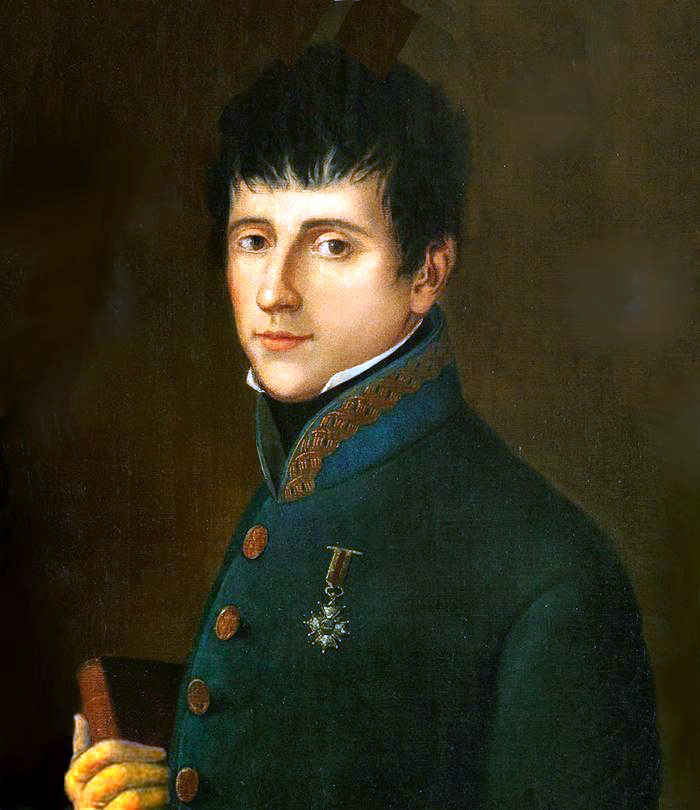
Rafael del Riego, ami de
Nariño, contribue à sa libération grâce à son soulèvement contre Ferdinand VII.

Nariño intègre la prison royale de Cadix le 6 mars où viennent lui rendre visite plusieurs de ses amis tels que Manuel José Quintana, Antonio Quiroga et Rafael del Riego. Alors que le roi d'Espagne, Ferdinand VII, regroupe plus de 20 000 soldats dans le port de Cadix pour reconquérir les colonies américaines et renforcer l'armée de Pablo Morillo, les troupes expriment leur désaccord pour aller en Amérique. Ceci aboutit au soulèvement du 1er janvier 1820 à Las Cabezas de San Juan dans la province de Séville initié par Rafael del Riego qui proclame la Constitution de Cadix. Craignant que ce mouvement de révolte se répande à travers tout le pays, Ferdinand VII accepte certaines conditions ; il annule ainsi l'envoi des soldats en Amérique, demande à Morillo de signer la paix avec Simón Bolívar et décide de faire libérer les prisonniers politiques dont Antonio Nariño fait partie. Ainsi, le 23 mars 1820, Manuel Francisco Jáuregui, lieutenant du roi et gouverneur militaire par intérim de Cadix, ordonne la libération de Nariño.
Nariño, sorti de prison, décide de se rendre à Londres afin de retrouver son ami Francisco Antonio Zea qui est alors ambassadeur de la Colombie en Europe. Durant cette période, ils travaillent ensemble sur la façon de résoudre le problème de la dette publique contractée par Luis López Méndez afin de transférer les membres des légions britanniques et irlandaises vers le Venezuela. Nariño quitte l'Angleterre pour la France le 18 octobre 1820 après que Zea lui ait proposé de l'aider financièrement pour qu'il retourne en Amérique. Après un passage à Paris, Nariño rejoint le port du Havre le 24 novembre pour embarquer le 1er décembre à destination de la Martinique puis de la Trinidad de Barlovento. Il souhaite en effet rejoindre le Venezuela afin de s'entretenir avec Simón Bolívar. C'est chose faite le 1er avril 1821 dans le quartier général du Libérateur situé à Achaguas où les deux hommes discutent notamment de l'organisation du gouvernement, de la charte devant régir la Grande Colombie et de la poursuite de la guerre d'indépendance.

### Vice-présidence de la Grande Colombie

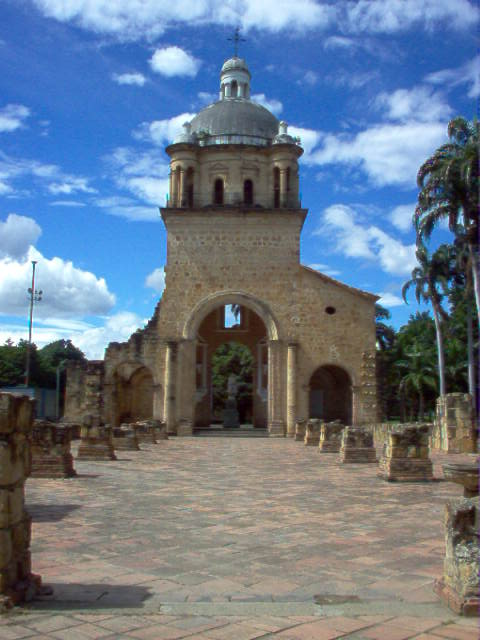
Temple historique de Cúcuta où fut adoptée la constitution de Cúcuta, acte de naissance de la Grande Colombie.

Simón Bolívar, qui est devenu président de la Grande Colombie depuis le 17 décembre 1819, nomme Antonio Nariño vice-président le 4 avril 1821 à la suite de l'entretien qu'ils ont eu ensemble. Il le charge du pouvoir exécutif, avec la mission d'initier une assemblée constituante afin qu'une charte constitutive de la République de Colombie puisse être élaborée et validée. Dans une lettre du 21 avril adressée à Nariño, Bolívar décide de renoncer à son poste et lui annonce qu'il lui délègue temporairement la présidence et la vice-présidence à Francisco de Paula Santander. En effet, repartant en guerre contre les Espagnols, il juge incompatible cette activité avec la fonction de président de la République. Nariño se présente alors le 27 avril à Cúcuta pour prendre la tête du pays.
Nariño parvient à mettre en place le Congrès constituant de Villa del Rosario de Cúcuta le 6 mai 1821, alors qu'il assure la présidence par intérim. Certains des articles qu'il a rédigés dans un projet de Constitución de los Estados Equinocciales de Colombia sont inclus dans le texte définitif donnant naissance à la jeune République qui est approuvé en octobre 1821.
Cependant, les santanderistes s'opposent à Nariño, craignant que l'influence de ce dernier sur une grande partie des membres du Congrès puisse empêcher le général Francisco de Paula Santander, alors président du Cundinamarca, d'être élu vice-président de la République. Les attaques incessantes de ses adversaires finissent par fatiguer et agacer Nariño. Malade, il renonce finalement à la vice-présidence de la Grande Colombie le 5 juillet 1821. Le Congrès décide alors d'élire le jour même un successeur à ce poste et leur choix se porte sur la personne de José María del Castillo y Rada.

### Fin de vie

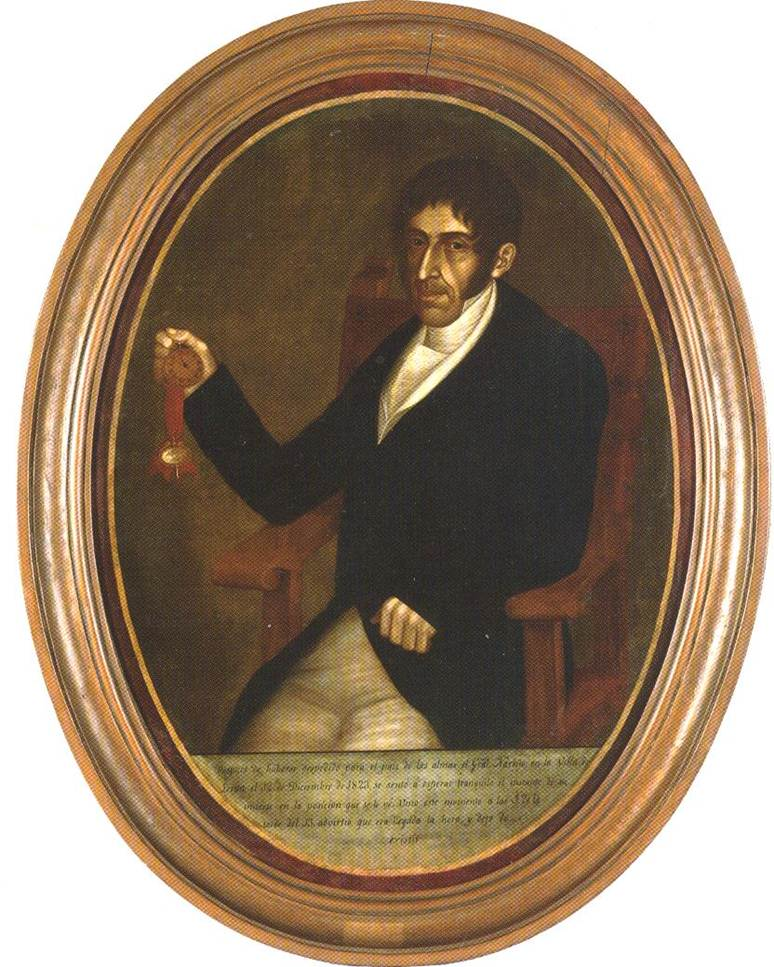
Antonio Nariño al momento de su muerte peint par Pedro José Figueroa en 1838.

Le 30 août 1821, le Congrès de Cúcuta approuve la constitution de Cúcuta qui est la première charte constitutionnelle de la Grande Colombie, composée de dix titres et de 191 articles. L'assemblée constituante décide alors d'élire les nouveaux représentants de ce pays. C'est un nouvel échec politique pour Antonio Nariño puisque Simón Bolívar en est élu président car, sur les 59 députés présents, 50 votent en sa faveur, six pour Nariño, deux pour le général Carlos Soublette et un pour le général Mariano Montilla. Nariño perd également l'élection pour le poste de vice-président face à Francisco de Paula Santander. À l'issue des sept premiers tours, aucun de ces deux candidats ne parvient à obtenir les deux tiers des voix requises. Cependant, un nouveau vote permet à Santander d'obtenir 34 voix contre 19 pour Nariño et 6 pour José María del Castillo y Rada. Un autre tour est alors organisé pour séparer les deux premiers et le résultat penche en faveur de Santander, 38 députés lui accordant leur confiance contre 21 pour Nariño.
Alors que la maladie d'Antonio Nariño ne cesse de progresser, les médecins de Cúcuta lui conseillent de changer de climat et d'aller habiter dans des régions plus froides. Affaibli physiquement, Nariño retourne à Santafé de Bogota le 17 septembre 1821. Le 9 octobre, il est élu sénateur de la république du Cundinamarca mais son élection est réfutée par Diego Fernando Gómez y Durán qui l'accuse de s'être rendu aux Espagnols à Pasto et d'avoir été un débiteur défaillant de la Caja de Diezmos en 1796 pour un montant de 80 000 pesos. Nariño décide finalement lors de la session du 15 mai 1823 de prendre sa propre défense en répondant aux accusations de ses détracteurs. Son discours remporte un vif succès puisqu'un seul sénateur, Francisco Soto, qui appartient au groupe politique de Santander, continue à s'opposer à son élection. Nariño continue ainsi à prendre part aux activités législatives lors des sessions suivantes. Cependant, le 7 août, il demande au Congrès l'autorisation de quitter Bogota afin de trouver un climat plus favorable à l'amélioration de sa santé qui ne cesse de décliner, ce qui lui est accordé. Il part alors se reposer à Villa de Leyva.
Il décède finalement le 13 décembre 1823. La messe funéraire se déroule le lendemain dans le temple de San Agustín à Villa de Leyva.

## Vie littéraire

### Tertulias

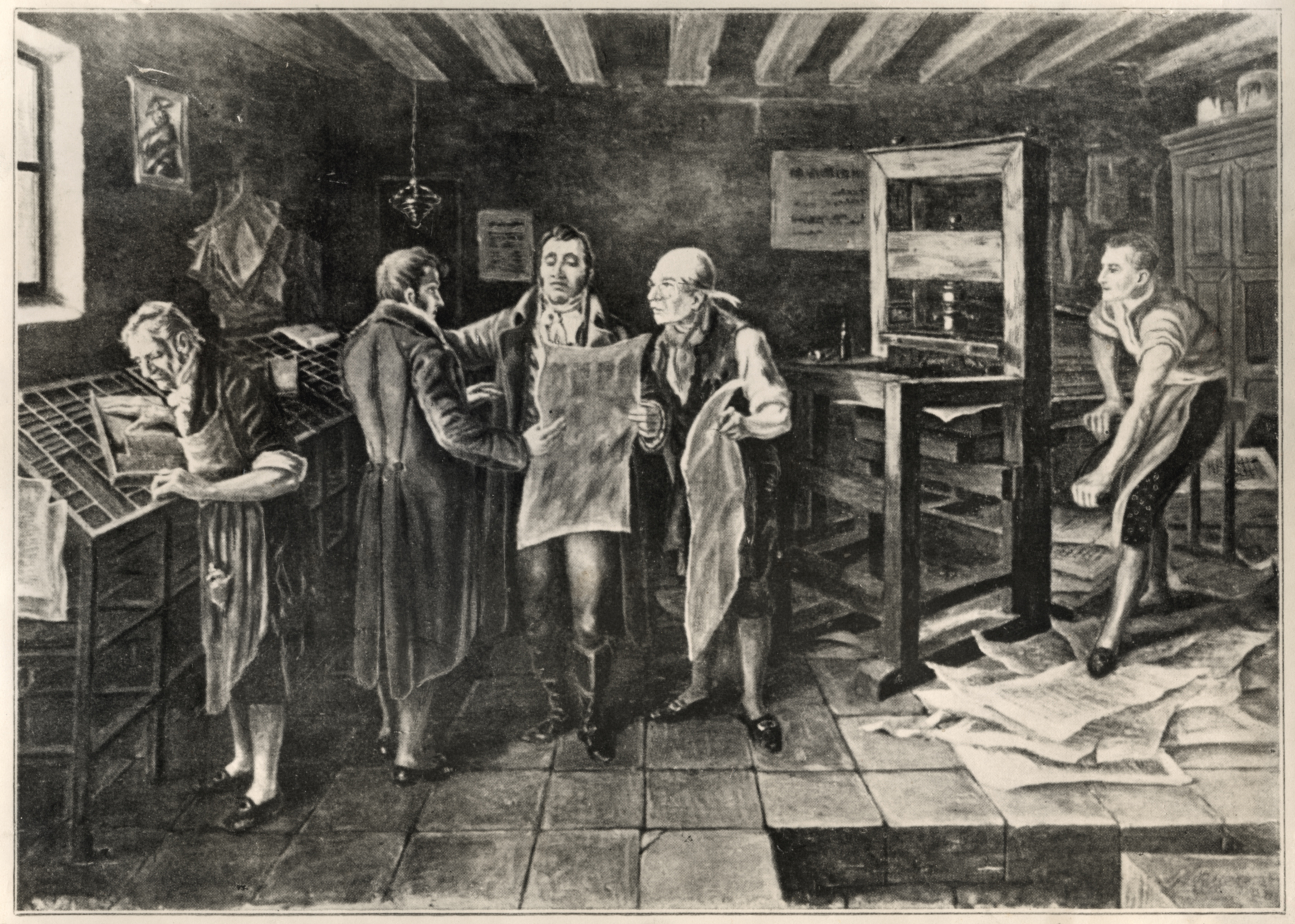
Antonio Nariño y Francisco Antonio Zea en la imprenta, réalisé vers 1920 (auteur anonyme).

Manuel del Socorro Rodríguez, un journaliste cubain venu à Santafé de Bogota sur ordre du vice-roi José Manuel de Ezpeleta afin de diriger la Bibliothèque royale et la publication du journal hebdomadaire Papel Periódico de la Ciudad de Santafé, inaugure la Tertulia Eutropélica le 21 septembre 1792. Antonio Nariño et son épouse, ainsi que José Caicedo, José María Gruesso, José María Lozano, Rafaela Isazi de Lozano, Manuela Sanz de Santamaría de Manrique et sa fille Tomasa Manrique ou encore José Manuel de Ezpeleta de temps en temps, participent à ces réunions. Cette tertulia prend fin en 1794 lorsque Nariño est accusé de conspiration, entraînant l'emprisonnement de plusieurs membres réguliers de la Tertulia Eutropélica.
Par ailleurs, Nariño est à l'initiative d'El Arcano Sublime de la Filantropía. Plus qu'une tertulia, il s'agit d'une loge maçonnique qui serait ainsi la première créée en Amérique latine. Ce cercle littéraire a pour objectif de travailler sur l'émancipation de la colonie. Les réunions ont lieu dans une salle appelée El Santuario, dans une maison que Nariño a précédemment achetée sur la plazuela de San Francisco à Bogotá. Y participent notamment José Antonio Ricaurte y Rigueiro, José María Lozano y Manrique, José Luis qui fonda le Correo Curioso, Luis Eduardo, Juan Esteban Ricaurte y Muñiz, Francisco Antonio Zea, Francisco Tovar, José Joaquín Camacho y Lago, Andrés José de Iriarte y Rojas, Pedro Fermín de Vargas ainsi que les Français Louis François de Rieux d'Assérac et Manuel Froes. Ils y lisent, étudient, commentent, se vendent et s'échangent des journaux et des livres européens, souvent issus de la contrebande et dont les idées des auteurs sont considérées comme dangereuses pour la sauvegarde de la foi et de la sécurité de la couronne espagnole. Lors d'une de ces rencontres réservées à un cercle d'initiés, Nariño lit en 1793 sa traduction en espagnol de la déclaration des droits de l'homme et du citoyen qui est imprimée la même année.

### Débuts journalistiques

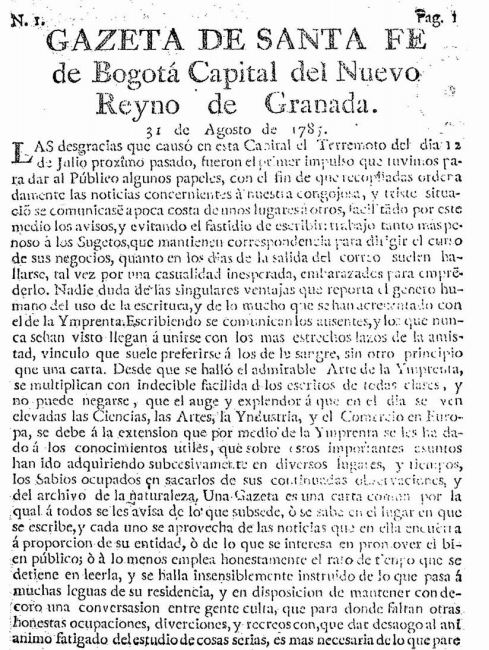
Première page de la Gazeta de Santafé parue le 31 août 1785.

À la suite du tremblement de terre du 12 juillet 1785 d'une magnitude 6 sur l'échelle de Richter qui a presque entièrement détruit Santafé de Bogota, Nariño a l'idée de concevoir une publication sur le séisme afin de rassurer les habitants en relatant les faits et en proposant des mesures nécessaires pour la reconstruction de la capitale et des autres villes et régions touchées.
Le lendemain de la catastrophe, il expose son intention à José Antonio Ricaurte, à Fray Diego Padilla et à l'imprimeur de l'Imprimerie Royale, Antonio Espinosa de los Monteros. Diego Padilla demande le 14 juillet la permission à la Real audiencia d'éditer un journal afin d'informer le peuple sur les événements tragiques ; cette requête est acceptée par les oidores dont le siège a été dévasté lors du séisme. Trois numéros d'El Aviso del Terremoto sont alors édités entre le 16 juillet et le 18 août et relatent les nouvelles concernant le tremblement de terre avec minutie, Diego Padilla ne participant pas à la rédaction du dernier numéro. Puis, Nariño et Ricaurte décident de mettre en place une publication mensuelle et, après accord de la Real audiencia, la Gazeta de Santafé est distribuée aux habitants de la capitale dès le 31 août 1785. Alors qu'ils préparent celui qui doit paraître pour la fin du mois de novembre, ils reçoivent l'ordre du vice-roi de Nouvelle-Grenade et archevêque, Antonio Caballero y Góngora, de suspendre la Gazeta de Santafé qui pourrait être préjudiciable aux bons sentiments de fidélité des vassaux du Nouveau Royaume.
Antonio Nariño participe également à la création du Papel Periódico de la Ciudad de Santafé, qui sera rédigé par Manuel del Socorro Rodríguez, en parvenant à convaincre le vice-roi José de Ezpeleta de publier un journal hebdomadaire qui contribuerait à diffuser la philosophie des Lumières parmi les habitants du Nouveau Royaume. Nariño, Ezpeleta, José Antonio Ricaurte, José Caicedo et José María Lozano apportent les fonds nécessaires à la création de ce périodique dont le premier numéro sort en 400 exemplaires le 9 février 1791. Nariño y rédige notamment des articles d'analyse économique. La presse à imprimer utilisée pour la publication de ce journal est celle qui a été amenée par les pères jésuites sur le territoire de la vice-royauté de Nouvelle-Grenade en 1739 et qui a été consacrée Imprimerie royale (en espagnol : Imprenta Real) en 1777. En novembre 1791, l'imprimeur Diego Espinosa de los Monteros fait savoir que la machine fonctionne de moins en moins bien. Afin d'assurer la pérennité du journal, Nariño parvient à obtenir l'autorisation du vice-roi pour faire venir d'Europe une nouvelle presse dotée des dernières avancées en matière d'impression ainsi que des éléments nécessaires à un atelier d'imprimerie tels que des polices de caractères de différentes tailles et une table de composition. Cependant, avant qu'elle n'arrive en mars 1793, l'ancienne lâche en septembre de l'année précédente, interrompant pendant plus six mois la parution du journal qui ne reprend que le 19 avril. Cette imprimerie, appelée Imprenta Patriótica et installée sur la petite place de l'église de San Carlos à Bogota, servira également à la reproduction de la traduction de la déclaration des droits de l'homme et du citoyen réalisée par Nariño en décembre 1793.

### La Bagatela

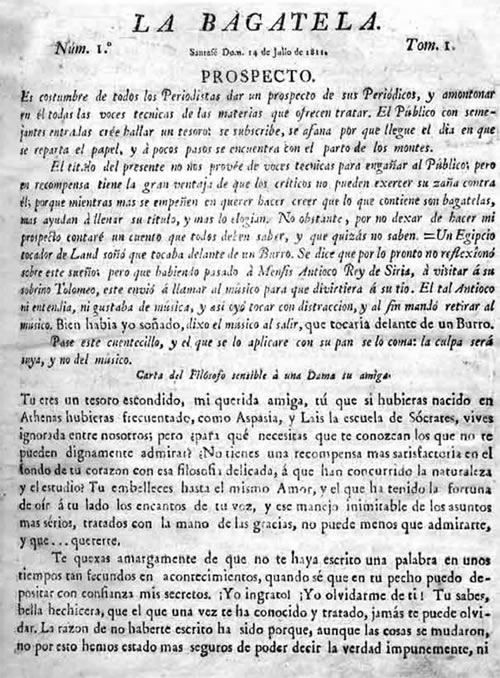
Deuxième de couverture du premier numéro de La Bagatela.

Le 14 juillet 1811, soit 22 ans après la prise de la Bastille en France, Nariño lance le premier numéro du journal politique La Bagatela. Il est publié tous les dimanches jusqu'au 12 avril 1812 par l'imprimerie de Bruno Espinosa de los Monteros. Ce périodique, financé par Nariño, ne traite pas les informations locales ou générales ; en effet, ses articles, lettres et commentaires portent sur l'organisation de l'État et la façon de gouverner le pays et décrivent l'orientation que devrait prendre l'État, la forme de gouvernement qu'il faudrait ou encore les missions qui lui incombent. Dans le deuxième numéro de La Bagatela paru le 21 juin 1811, Nariño rédige notamment un article défendant la liberté de la presse. Entre le 20 octobre et le 29 décembre 1811, onze numéros de ce journal sortent avec un supplément.
La presse est un des piliers de Nariño au pouvoir car elle lui permet de mieux comprendre ce qui se passe, de faire des propositions, de recueillir les opinions des autres et de débattre, de réfuter, de créer l'opinion, de rallier des gens à sa cause ou encore d'attaquer ses adversaires. Ainsi, même lorsqu'il est à la tête de l'État libre de Cundinamarca, il continue à publier La Bagatela tous les dimanches. Un des objectifs de ce périodique serait la réitération constante des raisons de l'indépendance et sa légitimation. En effet, plusieurs de ses articles s'attaquent aux préoccupations religieuses à ce sujet ; ils réfutent également les théories basées sur les titres de conquêtes avec lesquels la colonisation espagnole est légitimée et dépeignent la colonie comme le nouvel esclavage en cas d'impossibilité de parvenir à un gouvernement et une bonne administration.
Par ailleurs, Nariño y défend l'idée de centralisme. Il s'attaque ainsi, de façon régulière, aux idées fédéralistes de Jorge Tadeo Lozano car il estime que ce modèle d'organisation et de gouvernance va entraîner l'échec d'une union entre les patriotes, ce qui favorisera la reconquête espagnole de la Nouvelle-Grenade. Les évènements futurs lui donneront d'ailleurs raison.

### Autres créations

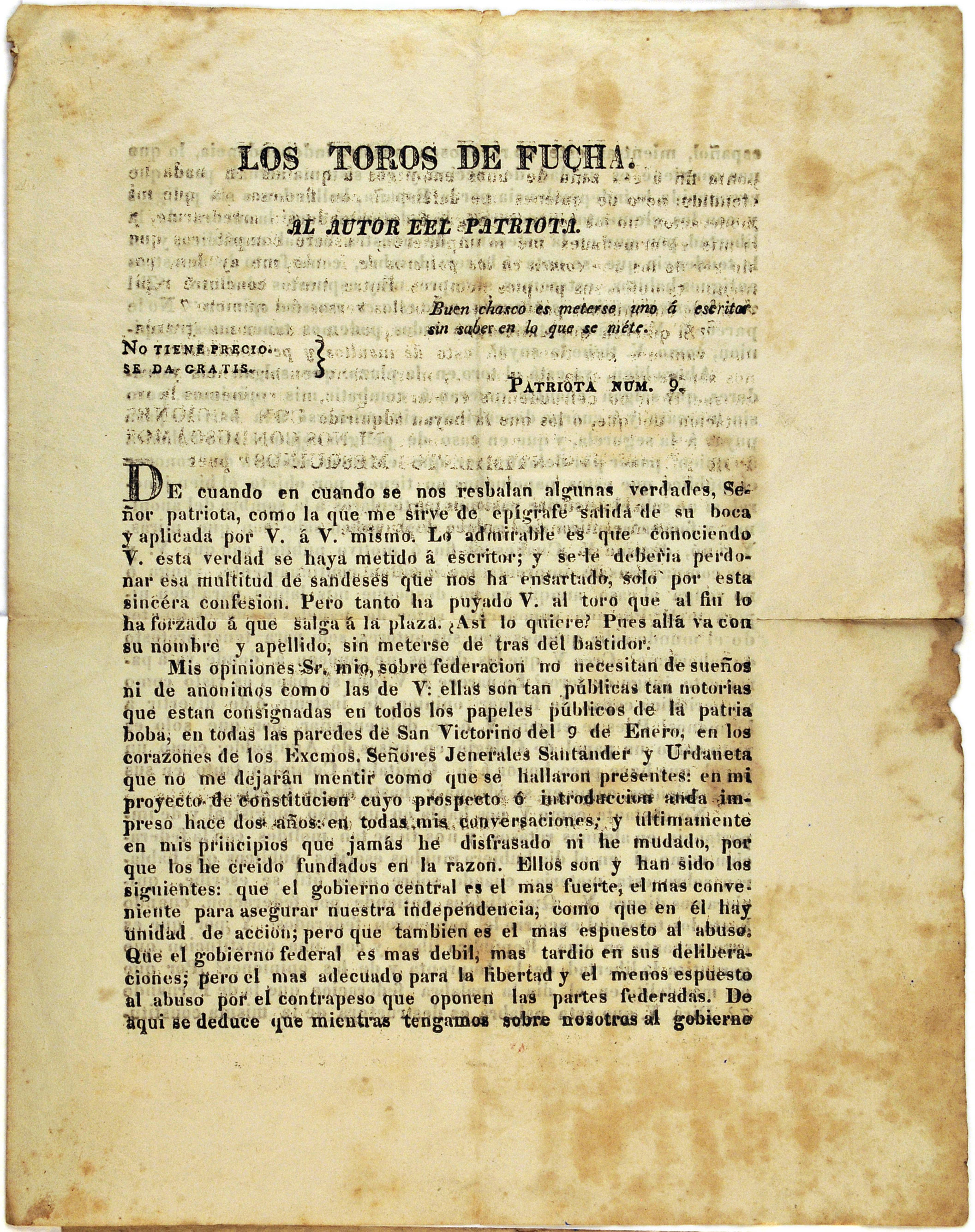
Première page de l'édition du 5 mars 1823 de Los Toros de Fucha.

La paternité de nombreux autres journaux est attribuée à Nariño. Il crée le 1er octobre 1811 la Gazeta Ministerial de Cundinamarca qui est dirigée par Miguel José Montalvo et José María Gómez de Salazar. 44 numéros de Boletín de Noticias del Día, qui transcrivent des brèves sur les événements officiels importants, sont publiés à partir du 23 janvier 1812. Dès septembre 1812, les décrets, les résolutions et les ordonnances sont relatés par le Boletín de Providencias del Gobierno. Seuls six numéros seraient parus. En août 1822, El Insurgente réfute et polémique sur El Correo de Bogotá, un périodique dirigé par Francisco de Paula Santander, Vicente Azuero et Francisco Soto. Sont également attribuées à Nariño les créations d'El Noticioso, El Ruanetas ou encore El Preguntón.
Par ailleurs, alors qu'il est en prison à Cadix, Nariño écrit en 1820 les  Cartas de Enrique Somoya, apportant ainsi un soutien significatif au soulèvement de Rafael del Riego et à la lutte menée par Simón Bolívar. Afin d'éviter tout problème, il utilise un pseudonyme, prenant le nom de son bienfaiteur alors qu'il était en prison à Carthagène des Indes et mort le 22 juin 1814 à Bogota. Ces articles sont publiés dans la Gaceta de Cádiz dès le 11 février. Dans sa première lettre, Nariño fustige Juan de Sámano et Pablo Morillo en dénonçant les atrocités et les meurtres qu'ils ont commis ; il parle également de la tyrannie et de l'inégalité entre les Espagnols et les Américains espagnols. Dans une deuxième lettre parue dans l'édition du 2 mars, Nariño s'attaque de manière virulente à Morillo. Enfin, un troisième texte paraît le 12 mars dans lequel il estime que « l'émancipation n'implique pas la séparation de l'Espagne », proposant de créer de nouvelles relations entre les anciennes colonies devenues des républiques indépendantes et la patrie-mère.
Enfin, les trois numéros de Los Toros de Fucha sont distribués gratuitement à Bogota aux mois de mars et avril 1823. Le titre de ce périodique fait référence à un article paru dans le journal El Patriota rédigé par Francisco de Paula Santander sous le pseudonyme El Toro dans lequel il critique le fédéralisme. Par ailleurs, Fucha évoque l'hacienda que Nariño possède au bord du río Fucha au sud de la capitale. Antonio Nariño écrit pour la première fois le terme de Patria Boba dans Los Toros de Fucha afin de définir la période de l'histoire de la Colombie comprise entre les déclarations d'indépendance de 1810 et la victoire finale sur les troupes espagnoles. Enfin, ce journal est révélateur du changement de pensée de Nariño et de Santander. En effet, alors qu'ils prônaient respectivement environ dix ans auparavant le centralisme et le fédéralisme, les rôles se retrouvent inversés en 1823. Ce changement de position s'expliquerait par la loi politique sur l'attractivité du centralisme pour ceux qui sont au pouvoir et du fédéralisme pour ceux étant au sein de l'opposition.

## Commémorations

### Le précurseur
180 ans après sa mort, Nariño est considéré comme « le Colombien de tous les temps » parmi 150 figures de l'histoire colombienne par un jury de personnalités colombiennes le 1er septembre 2003. En son temps, alors qu'il venait de publier la Déclaration des droits de l'homme et du citoyen, Nariño n'a pas été considéré comme un précurseur de l'indépendance. C'est Ricardo Becerra, en 1896, qui a comparé Nariño à Francisco de Miranda et a décidé de les rattacher aux personnalités intégrant le groupe « des précurseurs et des apôtres de la révolution 1810 », tous deux ayant eu les mêmes « vocation hasardeuse et destin tragique ». Finalement, en 1903, Pedro María Ibáñez et Eduardo Posada publient une première édition colombienne de documents ayant appartenu à Nariño sous le titre El precursor (en français, Le précurseur).

### En politique
Le bataillon d'infanterie no 4 de la division d'infanterie General José María Córdova de l'armée nationale colombienne, créé initialement en 1887 à Sogamoso, porte le nom d'« Antonio Nariño ». Il a, par exemple, participé à la bataille de Piojó lors de la guerre des Mille Jours. Il est dissous en 1904 via le décret no 209 avant d'être remis en place avec le décret no 323 de 1910. Depuis 1914, il est rattaché à la garnison de Barranquilla. Par ailleurs, la décoration récompensant et encourageant les membres des Forces armées qui ont excellé dans l'esprit militaire, la discipline, la camaraderie, le dévouement au travail, la performance en matière de formation, dans le développement de tâches de l'état-major, la recherche scientifique et les services exceptionnels est appelée « Ordre du mérite militaire Antonio Nariño ».
Sous la présidence de Rafael Reyes Prieto en 1904, le département de Nariño est créé afin de rendre hommage au Précurseur de l'indépendance colombienne. Des municipalités colombiennes portent également le nom de Nariño en son honneur dans les départements d'Antioquia, du Cundinamarca ou encore du Nariño. Il en est de même pour le 15e district situé au centre-nord de Bogota qui porte le nom d'Antonio Nariño,.
La plus importante structure militaire urbaine des FARC, active à Bogotá, porte son nom : la Red Urbana Antonio Nariño.

### Architecture et urbanisme

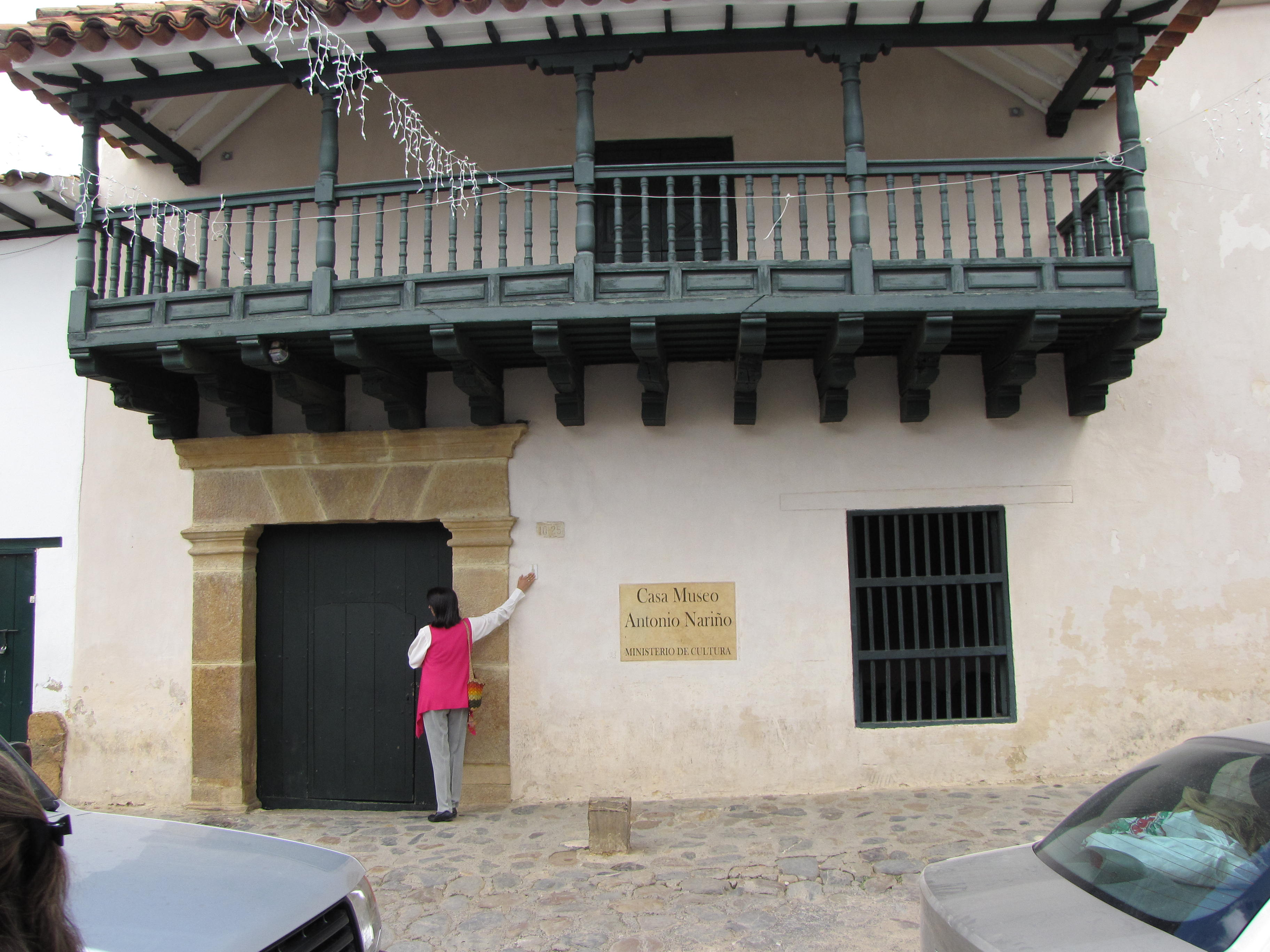
Façade de la maison, désormais transformée en musée, où Antonio Nariño a fini sa vie.

Pour sa beauté, son histoire et la proximité du Capitole national de Colombie, le président Rafael Núñez ordonne l'achat de la propriété où est né Antonio Nariño afin de la transformer en palais présidentiel, la Casa de Nariño, à travers la loi no 85 du 23 octobre 1885. Par ailleurs, la loi no 81 du 26 septembre 1961 déclare monument national la maison où décéda Antonio Nariño à Villa de Leyva, dans le département de Boyacá.
Le 6 août 1886, une gravure réalisée par Antonio Rodríguez, à partir d'un modèle de statue du sculpteur italien Cesare Sighinolfi, paraît dans le journal Papel Periódico Ilustrado,. Ce modèle est cependant détruit en 1895. Le 31 décembre 1809, une statue à l'effigie de Nariño est commandée au sculpteur français Henri-Léon Gréber grâce à la collaboration entre Soledad Acosta de Samper, la Comisión Nacional del Centenario et la Sociedad Arboleda. Les plans sont alors conçus par Jacques Gréber et sa construction est dirigée par l'artiste colombien Andrés de Santa María. L'inauguration de la statue en bronze a lieu à Bogota sur la Plaza de Nariño le 20 juillet 1910 à l'occasion du centenaire de l'indépendance de la Colombie. Elle est déplacée une première fois pour les 150 ans de l'indépendance avant d'être de nouveau inaugurée sans son piédestal d'origine le 19 juillet 1980 sur la Plaza de Armas de la Casa de Nariño.

Projets de statues représentant Antonio Nariño.
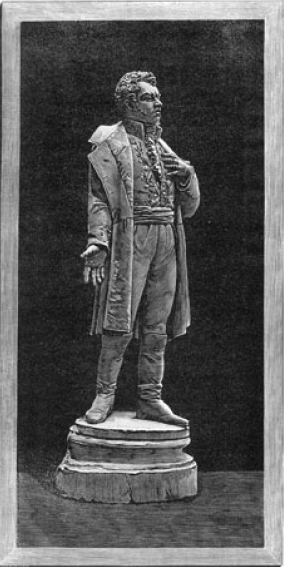
Projet de Cesare Sighinolfi (1886)
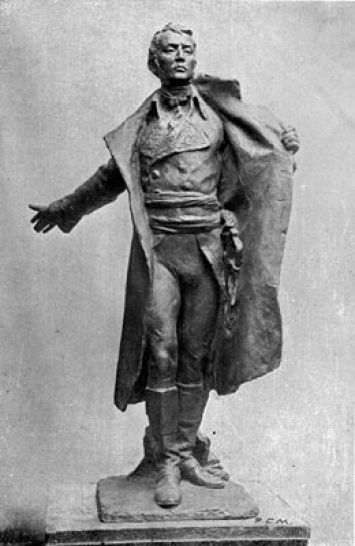
Projet de Henri-Léon Gréber (1910)

L'aéroport civil national situé dans la municipalité de Chachagüí, dont la construction a commencé en 1960, est appelé aéroport Antonio Nariño. Le premier avion à y avoir atterri a été un avion militaire avec, à son bord, deux passagers. Le 7 mars 1976, l'université privée Antonio Nariño naît dans les anciens bâtiments de l'école de médecine de l'université pontificale Javeriana à Bogota. Puis, plusieurs autres campus sont créés dans plusieurs des principales villes du pays. Suivent ainsi, dans un premier temps, Armenia, Neiva et Ibagué.

### Culture
L'hymne national de la Colombie, dont les paroles sont de Rafael Núñez et la musique d'Oreste Síndici, mentionne Antonio Nariño dans sa onzième et dernière strophe :
Pour célébrer le centième anniversaire de l'indépendance de la Colombie en 1910, le gouvernement colombien a publié une série de dix timbres mettant en vedette certains héros de l'indépendance. Outre Antonio Nariño qui a un timbre à son effigie d'une valeur de deux centavos, Policarpa Salavarrieta, Simón Bolívar, Francisco de Paula Santander, Francisco José de Caldas, José Acevedo y Gómez et Camilo Torres Tenorio ont également le leur.
Antonio Nariño a également eu plusieurs fois des billets de banque colombiens à son effigie, tels que sur ceux d'un demi-peso, de cinq pesos, sur différents billets de 10 pesos ou encore sur celui de 100 pesos.

Timbre et monnaie à l'effigie d'Antonio Nariño.
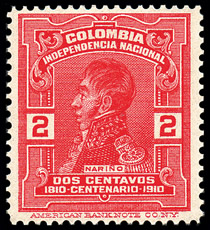
Timbre de deux centavos (1910)

### Ouvrages utilisés
- (es) Rafael Negret, Campaña del Sur del general don Antonio Nariño, 1813-1814, Bogota, Impr. del E.M.G, 1919, 134 p. (lire en ligne)

1. ↑  p. 18
2. ↑  p. 10
3. ↑  p. 14
4. ↑  p. 27
5. ↑  p. 29
6. ↑  p. 34
7. ↑  p. 37
8. ↑  p. 37-38
9. ↑  p. 43
10. 1 2 3  p. 52-55
11. ↑  p. 73-74

- (es) Antonio Cacua Prada, Yo soy Nariño, Editora Guadalupe, 2008, 459 p. (ISBN 9789584439956)

1. 1 2  « Capítulo I : Los Nariño : Los Nariño y Álvarez »
2. 1 2 3 4 5  « Capítulo I : Los Nariño : Antonio Amador José Nariño y Álvarez »
3. 1 2 3 4  « Capítulo I : Los Nariño : Don Pedro Fermín de Vargas »
4. 1 2  « Capítulo I : Los Nariño : Alcalde de segundo voto »
5. 1 2  « Capítulo I : Los Nariño : Magdalena de Ortega y Mesa »
6. ↑  « Capítulo I : Los Nariño : Seis hijos »
7. ↑  « Capítulo I : Los Nariño : Antonio Félix Ignacio Jacinto Nariño Ortega »
8. 1 2  « Capítulo IV : La formación de la república : Sus adoradas hijas »
9. 1 2 3  « Capítulo I : Los Nariño : Tesorero encargado »
10. 1 2 3  « Capítulo I : Los Nariño : Tesorero en propiedad »
11. ↑  « Capítulo I : Los Nariño : El virrey don José de Ezpeleta »
12. 1 2  « Capítulo I : Los Nariño : Alcalde mayor y regidor »
13. ↑  « Capítulo II : Los derechos del hombre : La traducción »
14. 1 2 3  « Capítulo II : Los derechos del hombre : Publicación »
15. 1 2  « Capítulo II : Los derechos del hombre : Primeras acusaciones »
16. 1 2 3  « Capítulo II : Los derechos del hombre : Los pasquines »
17. ↑  « Capítulo II : Los derechos del hombre : Acusación fiscal y defensa »
18. ↑  « Capítulo II : Los derechos del hombre : La sentencia »
19. ↑  « Capítulo II : Los derechos del hombre : Con destino a Cádiz »
20. 1 2 3 4  « Capítulo II : Los derechos del hombre : Odisea de una fuga »
21. 1 2 3 4  « Capítulo II : Los derechos del hombre : Antonio Palacios y Ortiz, por Europa »
22. ↑  « Capítulo II : Los derechos del hombre : Jamás vendería a mi patria »
23. ↑  « Capítulo II : Los derechos del hombre : Regreso por las antillas »
24. ↑  « Capítulo III : Inhumanos padecimientos : Introducción »
25. ↑  « Capítulo III : Inhumanos padecimientos : Presentación al Virrey »
26. ↑  « Capítulo III : Inhumanos padecimientos : El virrey Mendinueta y Muzquiz »
27. ↑  « Capítulo III : Inhumanos padecimientos : Ideas económicas y sociales de Nariño »
28. ↑  « Capítulo III : Inhumanos padecimientos : Los remedios »
29. ↑  « Capítulo III : Inhumanos padecimientos : Enfermedad de Nariño »
30. ↑  « Capítulo III : Inhumanos padecimientos : En la casa de montes »
31. ↑  « Capítulo III : Inhumanos padecimientos : Otra conspiración »
32. 1 2  « Capítulo III : Inhumanos padecimientos : Fuga y captura »
33. 1 2  « Capítulo III : Inhumanos padecimientos : Don Enrique Somoyar y Gómez »
34. ↑  « Capítulo III : Inhumanos padecimientos : Don Antonio de Villavicencio »
35. ↑  « Capítulo III : Inhumanos padecimientos : Dieciséis años de oprobio y miseria »
36. ↑  « Capítulo III : Inhumanos padecimientos : Congreso granadino y estado de Cundinamarca »
37. ↑  « Capítulo IV : La formación de la república : Congreso granadino y estado de Cundinamarca »
38. 1 2 3  « Capítulo IV : La formación de la república : Golpe de estado periodístico »
39. ↑  « Capítulo IV : La formación de la república : Presidente encargado »
40. ↑  « Capítulo IV : La formación de la república : Centralistas y federalistas »
41. ↑  « Capítulo IV : La formación de la república : Primera guerra civil »
42. 1 2  « Capítulo IV : La formación de la república : Nariño dictador »
43. ↑  « Capítulo IV : La formación de la república : Jesús Nazareno generalísimo de las tropas »
44. 1 2  « Capítulo IV : La formación de la república : Sitio y derrota »
45. ↑  « Capítulo IV : Renuncia presidencial »
46. ↑  « Capítulo V : La heroica campaña del sur : Introducción »
47. ↑  « Capítulo V : La heroica campaña del sur : La expedición a Popayán »
48. ↑  « Capítulo V : La heroica campaña del sur : Cebollas y tacines »
49. ↑  « Capítulo V : La heroica campaña del sur : En los ejidos de Pasto »
50. 1 2 3  « Capítulo V : La heroica campaña del sur : El desastre »
51. ↑  « Capítulo V : La heroica campaña del sur : Pena de muerte »
52. ↑  « Capítulo V : La heroica campaña del sur : Armisticio y canje de prisioneros »
53. 1 2 3  « Capítulo V : La heroica campaña del sur : Guayaquil, Callao, Cabo de Hornos »
54. ↑  « Capítulo V : La heroica campaña del sur : En la cárcel real de cádiz »
55. 1 2  « Capítulo V : La heroica campaña del sur : La revolución de riego »
56. ↑  « Capítulo VI : Por fin libre : Introducción »
57. ↑  « Capítulo VI : Por fin libre : De visita en Londres »
58. ↑  « Capítulo VI : Por fin libre : Carta al libertador »
59. 1 2  « Capítulo VI : Por fin libre : De nuevo en París »
60. ↑  « Capítulo VI : Por fin libre : A entrevistarse con Bolívar »
61. ↑  « Capítulo VI : Por fin libre : Efusivo encuentro »
62. ↑  « Capítulo VII : Nariño vicepresidente de Colombia »
63. ↑  « Capítulo VII : Nariño vicepresidente de Colombia : Entretelones políticos »
64. ↑  « Capítulo VII : Nariño vicepresidente de Colombia : El congreso constituyente de Villa del Rosario de Cúcuta »
65. 1 2 3  « Capítulo VII : Nariño vicepresidente de Colombia : En nueva Pamplona »
66. 1 2  « Capítulo VII : Nariño vicepresidente de Colombia : Nariño frente a Santander »
67. ↑  « Capítulo VII : Nariño vicepresidente de Colombia : Senador por Cundinamarca »
68. ↑  « Capítulo IX : Hacia la inmortalidad : Introducción »
69. ↑  « Capítulo IX : Hacia la inmortalidad : Misa de cuerpo presente y exequias »
70. ↑  « Capítulo I : Los Nariño : El "papel periódico" »
71. ↑  « Capítulo IV : La formación de la república : Libertad de imprenta »
72. ↑  « Capítulo V : La heroica campaña del sur : Seudónimo por gratitud »
73. 1 2 3  « Capítulo V : La heroica campaña del sur : Cartas de Somoyar »

- (es) Antonio Cacua Prada, Antonio Nariño y Eugenio Espejo: dos adelantados de la libertad, Archivo Histórico del Guayas, 2000, 174 p.

1. 1 2 3 4  « Capítulo III : Don Antonio Nariño : Estudios »
2. ↑  « Capítulo III : Don Antonio Nariño : Matrimonio »
3. 1 2 3  « Capítulo III : Don Antonio Nariño : Tesorero de diezmos »
4. 1 2  « Capítulo III : Don Antonio Nariño : Mártires de la libertad de prensa »
5. ↑  « Capítulo III : Fuga y regreso »
6. ↑  « Capítulo III : Don Antonio Nariño : Periodismo político »
7. ↑  « Capítulo III : Don Antonio Nariño : "Ser libre o morir" »
8. ↑  « Capítulo III : Don Antonio Nariño : En el gobierno »
9. 1 2 3 4 5  « Capítulo III : Don Antonio Nariño : Otros periódicos de Nariño »

### Autres références
1. 1 2 3 4 5 6 7 8 9 10 11 12  (es) « El colombiano de todos los tiempos », Semana,‎ 11 décembre 1980 (lire en ligne)
2. 1 2 3 4 5  (es) Eduardo Ruiz Martínez, « Antonio Nariño en familia : buen esposo, buen padre, buen amigo », Revista Credencial Historia, no 48,‎ décembre 1993 (lire en ligne)
3. 1 2 3 4 5 6 7 8 9 10 11 12 13 14 15 16 17 18 19 20 21 22  (es) Enrique Santos Molano, « Antonio Nariño, vida de un pensador », Cosongo,‎ 2009 (lire en ligne)
4. ↑  (es) María Isabel Viforcos Marinas, Estudios sobre América, siglos XVI-XX, Congreso Internacional de Historia de América, 2005 (lire en ligne), « Los libros y el clero cuencano (1752-1822) », p. 1373-1406[PDF]
5. ↑  Charles Cunat, Le bailli de Suffen: sa vie, ses voyages, La Découvrance, 2008, 2e éd., 380 p. (ISBN 9782842656799), p. 46
6. ↑  (es) « Noticias Bicentenarias : Nuevos impuestos para continuar la guerra causan revuelta popular », Bibliothèque Luis Ángel Arango
7. ↑  Thomas Gómez, Mélanges de la Casa de Velázquez, t. 23, 1987 (lire en ligne), « La Santisima Gaceta, poème satirique anonyme et l'insurrection comunera de Nouvelle Grenade (1781) », p. 409-430
8. ↑  (es) Constancio Franco Vargas, « Arresto y muerte de Galán », dans Galán el comunero, 1891
9. 1 2 3 4 5  (es) Eduardo Ruiz Martínez, « Nariño, El precursor, tambien era masón y librero », Revista Credencial Historia, no 17,‎ mai 1991 (lire en ligne)
10. 1 2 3 4 5 6 7  (es) Armando Martínez Garnica, « El caso Antonio Nariño y  Álvarez : "itinerario histórico"  de la experiencia de la revolución y vivencia de un historiador "patriota"  adverso al paladín de los chisperos santafereños », Historia 2.0 : Conocimiento Histórico en Clave Digital, no 2,‎ août 2011, p. 105-156 (ISSN 2027-9035, lire en ligne [PDF])
11. 1 2 3  (es) Roberto Uribe Pinto, Juan José Restrepo, « Los hijos de Antonio Nariño », Academia de Historia de Cundinamarca (consulté le 7 mars 2013)
12. 1 2  (es) « El caso del medallón de Magdalena Ortega de Nariño », Revista Credencial Historia, no 48,‎ 10 septembre 2012 (lire en ligne)
13. 1 2  (es) Enrique Santos Molano, « El liderazgo de Antonio Nariño... », Cosongo, 2009 (consulté le 11 avril 2013)
14. ↑  (es) Raimundo Rivas, « Nariño alcade, regidor y tesorero », El Tiempo,‎ 8 mars 1936 (lire en ligne)
15. 1 2 3 4 5  (es) Jorge Serpa y Fabio Zambrano, « Precursores y documentos », Semana,‎ 12 juillet 2010 (lire en ligne)
16. 1 2 3  (es) Enrique Santos Molano, « Diciembre 15 de 1793 : El primer paso », Semana,‎ 30 mai 2004 (lire en ligne)
17. 1 2 3 4 5 6 7 8  (es) Eduardo Ruiz Martínez, « Antonio Nariño : publicación clandestina de los Derechos del Hombre », Revista Credencial Historia, no 19,‎ juillet 1991 (lire en ligne)
18. 1 2 3 4 5  (es) Enrique Santos Molano, « Tertulias de antier, ayer y hoy », El Tiempo,‎ 1er décembre 2001 (lire en ligne)
19. 1 2  (es) Asamblea Nacional Constituyente Francesa, Los derechos del hombre, Bogota, Fundación Editorial Epigrafe, février 2003, 54 p. (ISBN 9789589729946), p. 27-28
20. 1 2 3 4  (es) Boris Caballero Escorcia, « Antonio Nariño. Luchador incansable por la Independencia », Aporrea,‎ 25 avril 2011 (lire en ligne)
21. 1 2 3 4  (es) Soledad Acosta de Samper, « Nariño en el destierro », dans Biografia del general Antonio Nariño, Imprenta del Departmento, 1910 (lire en ligne)
22. ↑  (es) Soledad Acosta de Samper, « Nariño en Francia é Inglaterra », dans Biografia del general Antonio Nariño, Imprenta del Departmento, 1910 (lire en ligne)
23. ↑  (es) Soledad Acosta de Samper, « Nariño se presenta al Virrey Mendinueta », dans Biografia del general Antonio Nariño, Imprenta del Departmento, 1910 (lire en ligne)
24. 1 2  (es) Rodrigo Llano Isaza, « Cartagena », dans Hechos y Gentes de la Primera República Colombiana (1810-1816), Bogota, mars 2002 (lire en ligne)
25. 1 2 3  (es) Eduardo Ruiz Martínez, « Antonio Nariño, primer Presidente con sentido de integración nacional », Revista Credencial Historia, no 47,‎ novembre 1993 (lire en ligne)
26. 1 2 3 4  Jean-Pierre Minaudier, Histoire de la Colombie de la conquête à nos jours, Paris, L'Harmattan, coll. « Horizons Amériques latines », 1997, 363 p. (ISBN 978-2-7384-4334-2, présentation en ligne), p. 102-103
27. ↑  Jules Mancini, Bolivar et l'émancipation des colonies espagnoles : des origines à 1815, Paris, Perrin et cie, 1912, 606 p., p. 437
28. ↑  (es) José Eduardo Rueda Enciso, « Ficha bibliográfica : Jorge Tadeo Lozano », Bibliothèque Luis Ángel Arango (consulté le 5 avril 2013)
29. 1 2  (es) Rodrigo Llano Isaza, « Santa Fé », dans Hechos y Gentes de la Primera República Colombiana (1810-1816), Bogota, mars 2002 (lire en ligne)
30. ↑  (es) Indalecio Liévano Aguirre, Los grandes conflictos sociales y económicos de nuestra historia (1re éd. 1996) (lire en ligne), chap. 12 (« En la Patria Boba »)
31. 1 2  (es) Rodrigo Llano Isaza, « Santa Fé », dans Hechos y Gentes de la Primera República Colombiana (1810-1816), Bogota, mars 2002 (lire en ligne)
32. 1 2  (es) Pedro María Ibáñez, « Capítulo XL », dans Crónicas de Bogotá, vol. 3, Ministerio de Educación Nacional, 1951 (lire en ligne)
33. 1 2 3  David Baillie Warden, L'Art de vérifier les dates, depuis l'année 1770 jusqu'à nos jours., t. 3, Paris, Arthus-Bertrand, 1830, p. 618
34. 1 2  (es) Vicente Pérez Silva, « El árbol de la libertad en los arboles de la independencia », Revista Credencial Historia, no 249,‎ septembre 2010 (lire en ligne)
35. ↑  (es) Pedro Arciniegas Rueda, « Biografías », Revista Credencial Historia, no 242,‎ février 2010 (lire en ligne)
36. ↑  (es) Rodrigo Llano Isaza, « Hechos y gentes de la primera república colombiana (1810-1816) : Popayán », Boletin de Historia y Antiguedades, no 789,‎ avril 1995, p. 501-523 (lire en ligne)
37. ↑  (es) Alvaro Valencia Tovar, « Las instituciones militares de Colombia », Revista Credencial Historia, no 152,‎ août 2002 (lire en ligne)
38. ↑  (es) Armando Montenegro, « Mayo 10 de 1814 : La derrota del Precursor », Semana,‎ 30 mai 2004 (lire en ligne)
39. 1 2  (es) Soledad Acosta de Samper, « Acciones de Palacé, Calibío, Juanambú, Cebollas y Ejido de Pasto », dans Biografia del general Antonio Nariño, Imprenta del Departmento, 1910 (lire en ligne)
40. ↑  (es) Javier Ocampo López, « Ficha bibliográfica : Juan Sámano », Bibliothèque Luis Ángel Arango (consulté le 4 avril 2013)
41. 1 2 3  (es) Antonio Vélez Ocampo, « Sublevación de del Riego », dans Cartago, Pereira, Manizales : cruce de caminos históricos, Papiro, 2005 (ISBN 9789588236377, lire en ligne)
42. ↑  (es) José María Mercado Velasco, Sociología Del Siglo Xxi, Palibrio, 2011, 480 p. (ISBN 9781617648656), p. 190
43. ↑  (es) Soledad Acosta de Samper, « La Vicepresidencia de don Antonio Nariño 1821 », dans Biografia del general Antonio Nariño, Imprenta del Departmento, 1910 (lire en ligne)
44. 1 2  (es) Moisés Barón Wilches, El sino trágico de Antonio Nariño, Fondo Cultural Cafetero, 1977, 2e éd., 235 p., p. 168
45. 1 2  (es) Luis Gabriel Castro, La capital de la Gran Colombia, Imprenta Departamental, 1943, 381 p., p. 182
46. 1 2 3  (es) David Bushnell, « Nariño y la Gran Colombia : amarguras finales del Precursor », Revista Credencial Historia, no 47,‎ novembre 1993 (lire en ligne)
47. ↑  Pedro Arciniegas Rueda, « Biografías », Revista Credential Historia, no 241,‎ janvier 2010 (lire en ligne)
48. 1 2 3 4 5 6 7 8  (es) Enrique Santos Molano, « Antonio Nariño, el periodista fantasma », Gaceta, Bogotá, no 77,‎ février 2012, p. 13-16 (lire en ligne)[PDF]
49. 1 2  (es) « Antonio Nariño funda La Bagatela », Bibliothèque Luis Ángel Arango (consulté le 8 mars 2013)
50. ↑  (es) Margarita Garrido, « "La Bagatela" : Nariño, divulgador de ideas », Revista Credencial Historia, no 48,‎ décembre 1993 (lire en ligne)
51. ↑  (es) Camilo Segura Álvarez, « Nariño, reconstruir la historia », El Espectador,‎ 21 février 2013 (lire en ligne)
52. 1 2 3  (es) Germán Rodrigo Mejía Pavony, « ¿ La Patria Boba ? », Semana,‎ 18 juillet 2009 (lire en ligne)
53. ↑  (es) « Batallón de Infantería No.4 General Antonio Nariño - BINAR 4 », Ministère de la Défense nationale (consulté le 28 mars 2013)
54. ↑  (es) « Orden al Merito Militar Antonio Nariño », Armada Nacional de Colombia (consulté le 18 avril 2013)
55. ↑  (es) « Reseña histórica - Gobernación de Nariño », Gobernación de Nariño (consulté le 18 mars 2013)
56. ↑  (es) « Nuestro municipio : Información general », Municipo de Nariño (Antioquia) (consulté le 18 mars 2013)
57. ↑  (es) « Nuestro municipio : Información general », Municipo de Nariño (Cundinamarca) (consulté le 18 mars 2013)
58. ↑  (es) « Nuestro municipio : Información general », Municipo de Nariño (Nariño) (consulté le 18 mars 2013)
59. ↑  (es) « Localidad Antonio Nariño - Reseña histórica », Alcaldía Mayor de Bogotá (consulté le 18 mars 2013)
60. ↑  (es) « Historia del poblamiento Antonio Nariño », Alcaldía Local Antonio Nariño, 8 mars 2012 (consulté le 18 mars 2013)
61. ↑  « Las milicias de las Farc subsisten - Archivo Digital de Noticias de Colombia y el Mundo desde 1.990 - eltiempo.com », sur eltiempo.com (consulté le 8 juin 2016)
62. ↑  (es) Alcaldía Mayor de Bogotá, « Casa de Antonio Nariño », dans Bicentenario en Bogotá : 1810-2010, juillet 2010 (lire en ligne), p. 95-97[PDF]
63. ↑  (es) « La Casa de Nariño : reseña histórica », Presidencia de la República de Colombia (consulté le 16 mars 2013)
64. ↑  (es) « Bienes de Interés Cultural del Ámbito Nacional », Ministère de la Culture (consulté le 17 mars 2013)
65. 1 2 3 4  (es) Instituto Distrital de Patrimonio Cultural, Bogotá, un museo a cielo abierto : Guía de esculturas y monumentos conmemorativos en el espacio público, vol. 1, Bogota, septembre 2008, 419 p. (lire en ligne), p. 49-52
66. ↑  (es) José Caicedo Rojas, « Una quinta histórica : Recuerdos de la infancia de la patria », Papel Periódico Ilustrado, no 97,‎ 6 août 1886, p. 9-12 (lire en ligne)
67. ↑  (es) « Nuestro municipio : Información general », Municipo de Chachagüí (consulté le 24 avril 2013)
68. ↑  (es) Université Antonio Nariño, « Reseña Histórica » (consulté le 30 avril 2013)
69. ↑  (es) « Símbolos Patrios : Historia del Himno Nacional », Presidencia de la República de Colombia (consulté le 28 mars 2013)
70. ↑  (es) « Símbolos Patrios : Himno Nacional de Colombia », Presidencia de la República de Colombia (consulté le 28 mars 2013)
71. ↑  (es) Luis Horacio López Domínguez, « Los sellos postales y las conmemoraciones de la independencia », Revista Credencial Historia, no 251,‎ novembre 2010 (lire en ligne, consulté le 31 janvier 2011)
72. ↑  (es) Enrique Rubio Santos, « Quien es quien en los billetes de Colombia », Numisma.org, 2009 (consulté le 25 avril 2013)[PDF]